# Seznam významných druhů v CHKO Brdy
Seznam významných druhů v CHKO Brdy zahrnuje druhy živočichů, rostlin, mechorostů, hub a lišejníků, které se vyskytují na území Chráněné krajinné oblasti Brdy a které zároveň prováděcí vyhláška ministerstva životního prostředí České republiky č. 395/1992 Sb. k zákonu č. 114/1992 Sb., o ochraně přírody a krajiny uvádí jako zvláště chráněné druhy, popř. které jsou uvedeny v příslušných Červených seznamech IUCN pro Českou republiku.

## Živočichové
Seznam zvláště chráněných druhů živočichů dle vyhlášky č. 395/1992 Sb. rozdělený dle obvyklých skupin.

### Hmyz

#### Silně ohrožené
- batolec červený (Apatura ilia)
- batolec duhový (Apatura iris)

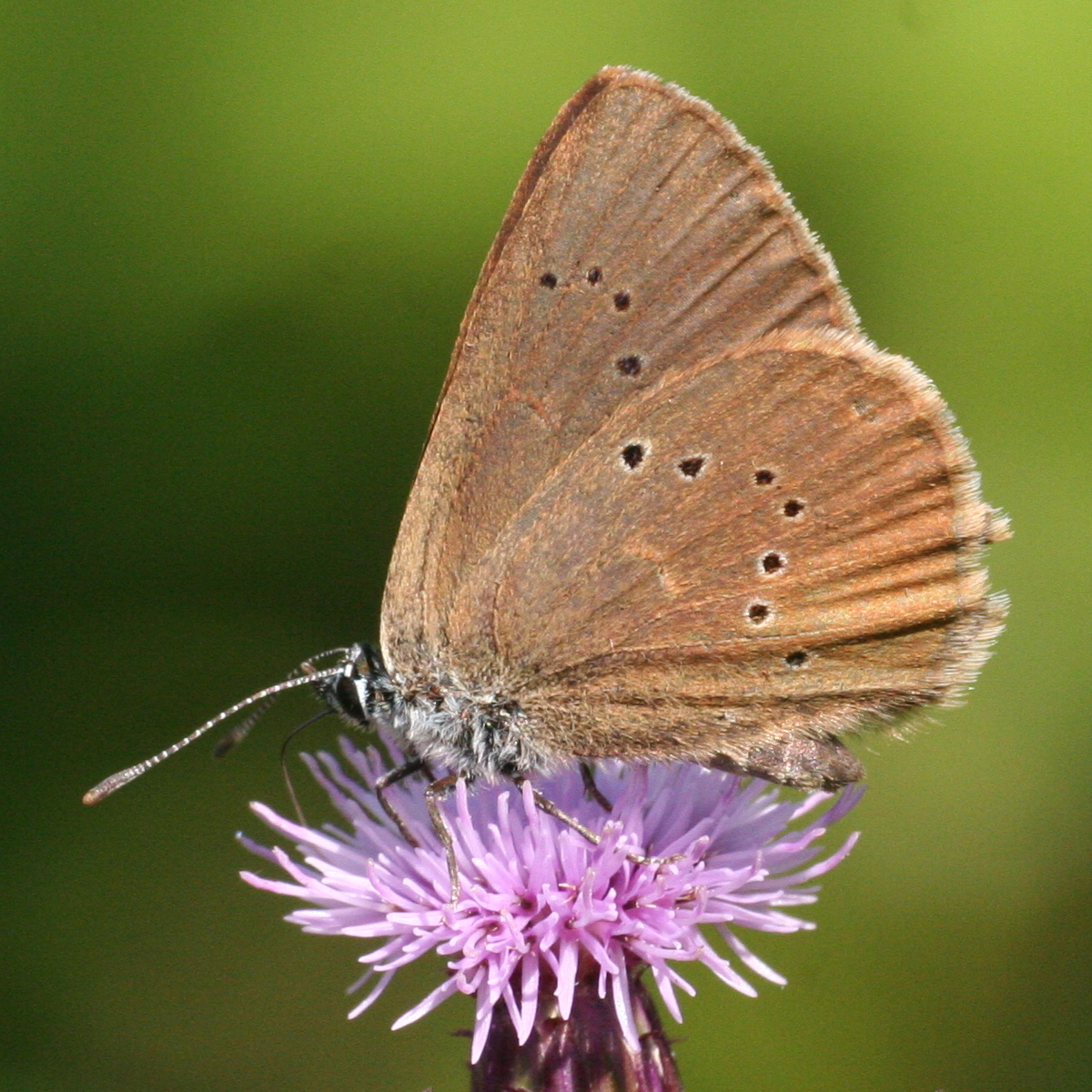
Modrásek bahenní

- bělopásek dvouřadý (Limenitis camilla)
- bělopásek topolový (Limenitis populi)
- modrásek bahenní (Maculinea nausithous)
- modrásek očkovaný (Maculinea teleius)
- otakárek fenyklový (Papilio machaon)
- otakárek ovocný (Iphiclides podalirius)
- tesařík zavalitý (Ergates faber)

#### Ohrožené
- čmelák (Bombus sp.)
- majka fialová (Meloe violaceus)
- mravenci (Formica spp.)
- roháč obecný (Lucanus cervus)
- střevlík polní (Carabus arcensis)

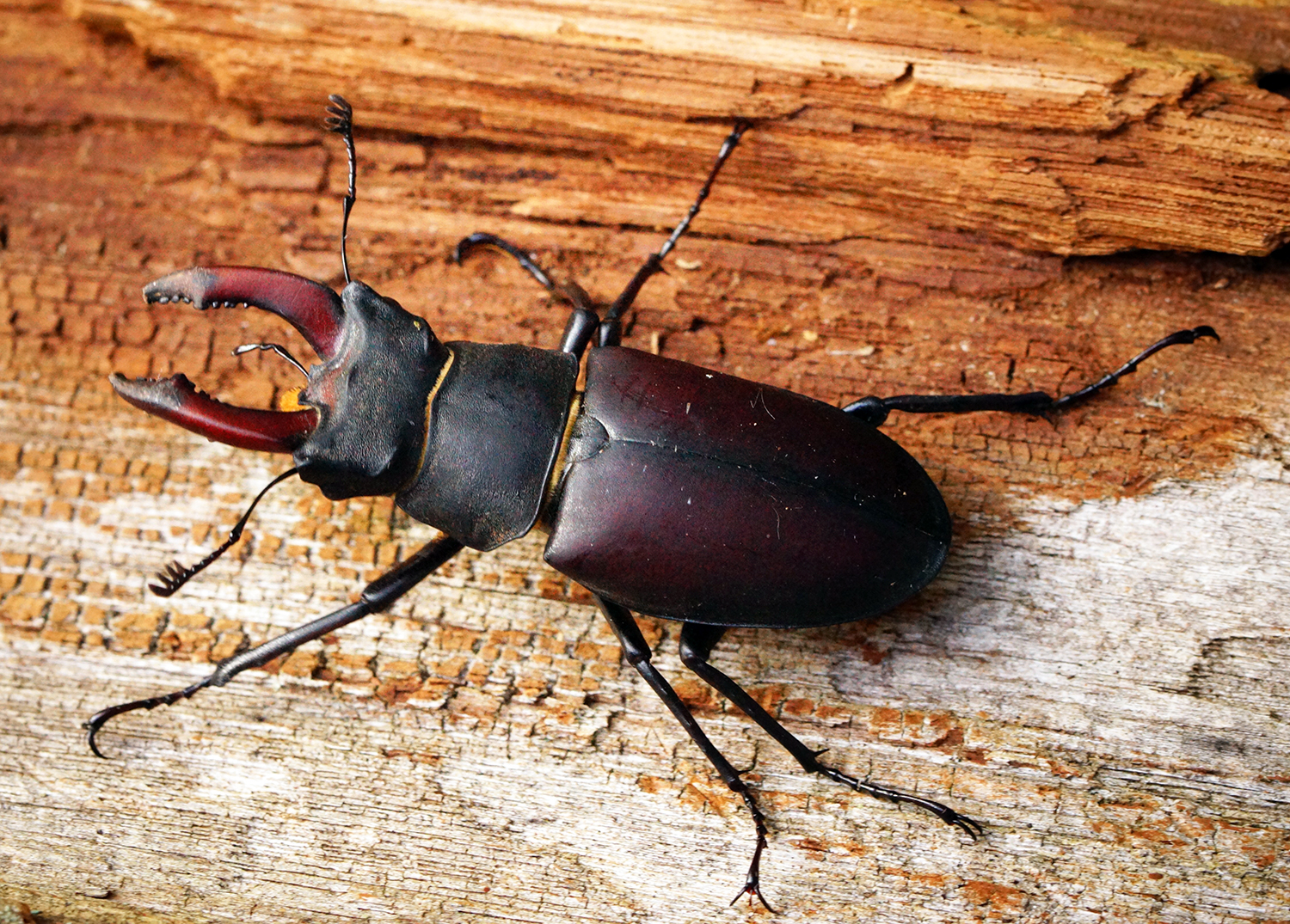
Roháč obecný

- svižník lesomil (Cicindela sylvicola)
- svižník polní (Cicindela campestris)
- svižník zvrhlý (Cicindela hybrida)
- zlatohlávek tmavý (Oxythyraea funesta)

### Korýši a měkkýši

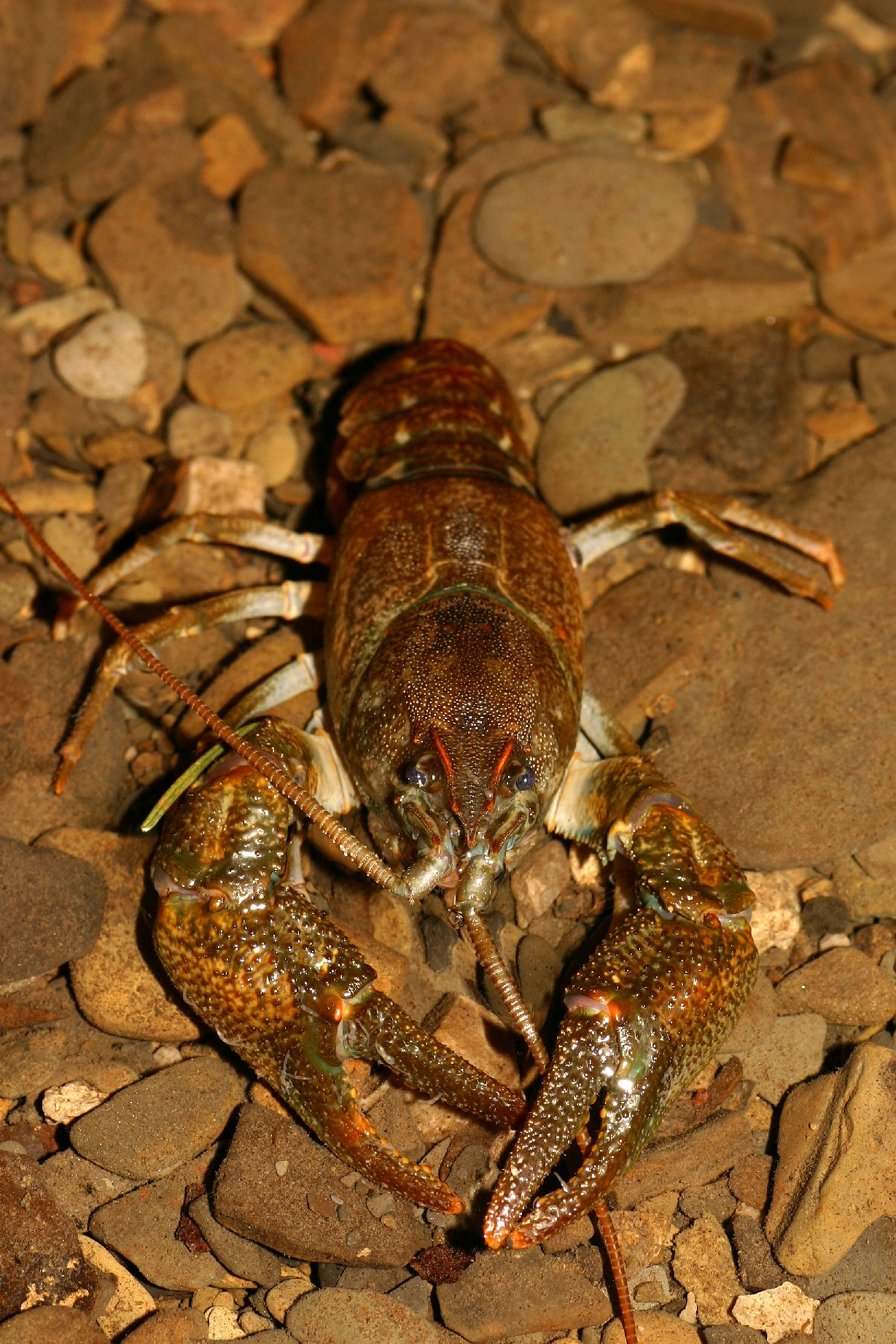
Rak kamenáč

#### Kriticky ohrožené
- listonoh letní (Triops cancriformis)
- rak kamenáč (Austropotamobius torrentium)
- rak říční (Astacus astacus)

#### Silně ohrožené
- škeble rybničná (Anodonta cygnea)

#### Ohrožené
- rak bahenní (Astacus leptodactylus)

### Ryby a kruhoústí

#### Kriticky ohrožené
- mihule potoční (Lampetra planeri)

#### Ohrožené
- mník jednovousý (Lota lota)
- střevle potoční (Phoxinus phoxinus)
- vranka obecná (Cottus gobio)

### Obojživelníci

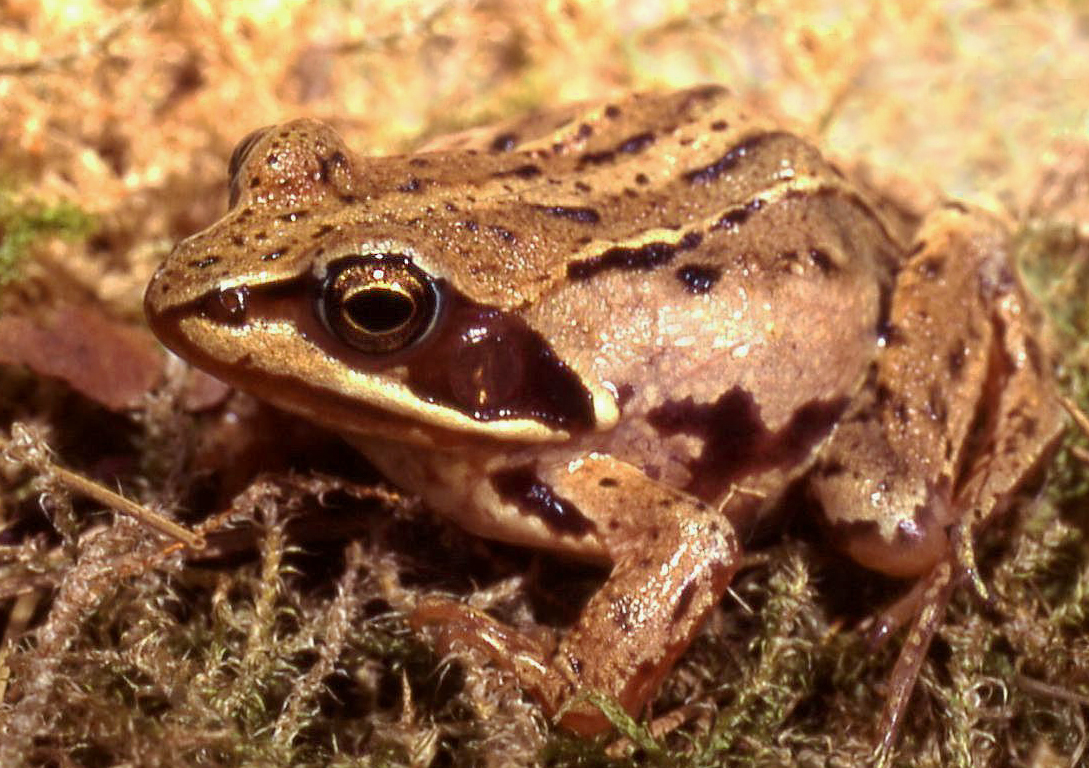
Skokan ostronosý

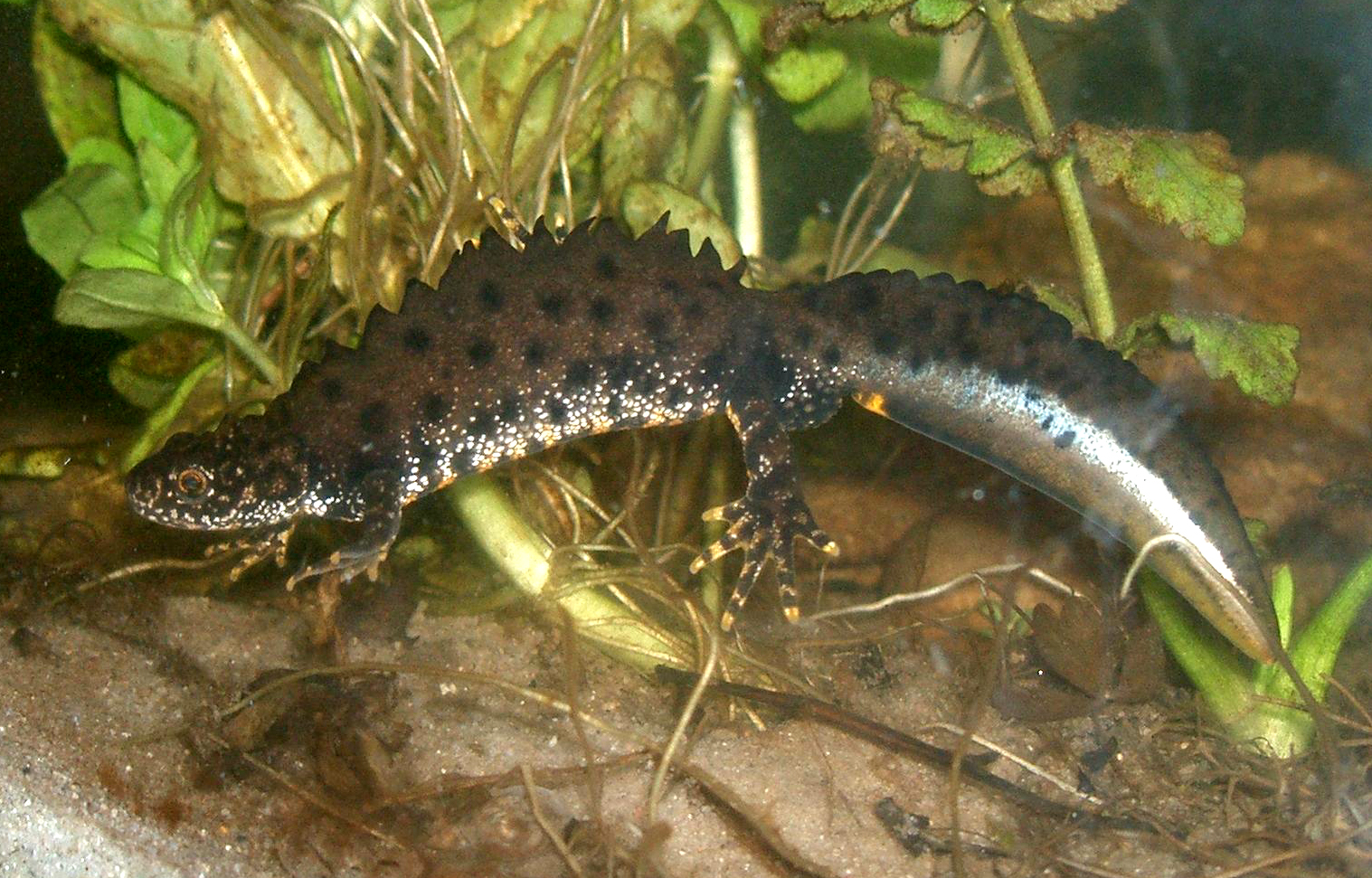
Čolek velký

#### Kriticky ohrožené
- skokan ostronosý (Rana arvalis)

#### Silně ohrožené
- čolek horský (Ichthyosaura alpestris)
- čolek obecný (Lissotriton vulgaris)
- čolek velký (Triturus cristatus)
- kuňka obecná (Bombina bombina)
- kuňka žlutobřichá (Bombina variegata)
- mlok skvrnitý (Salamandra salamandra)
- ropucha zelená (Pseudepidalea viridis)
- rosnička zelená (Hyla arborea)
- skokan krátkonohý (Pelophylax lessonae)
- skokan štíhlý (Rana dalmatina)
- skokan zelený (Pelophylax esculentus)

#### Ohrožené
- ropucha obecná (Bufo bufo)

### Plazi

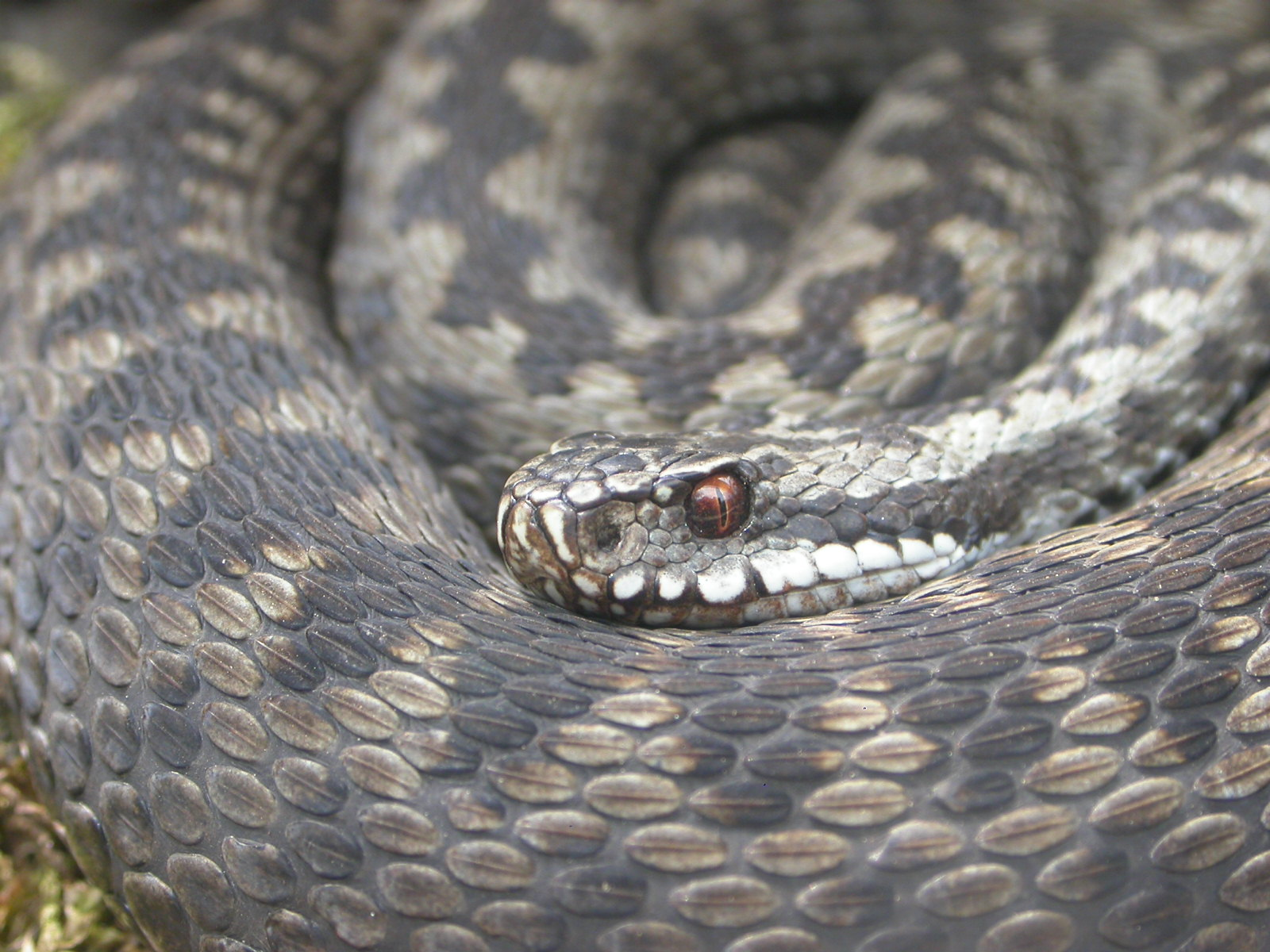
Zmije obecná

#### Kriticky ohrožené
- zmije obecná (Vipera berus)

#### Silně ohrožené
- ještěrka obecná (Lacerta agilis)
- ještěrka živorodá (Zootoca vivipara)
- slepýš křehký (Anguis fragilis)
- užovka hladká (Coronella austriaca)

#### Ohrožené
- užovka obojková (Natrix natrix)

### Ptáci

#### Kriticky ohrožené
- jeřáb popelavý (Grus grus)
- luňák červený (Milvus milvus)
- luňák hnědý (Milvus migrans)

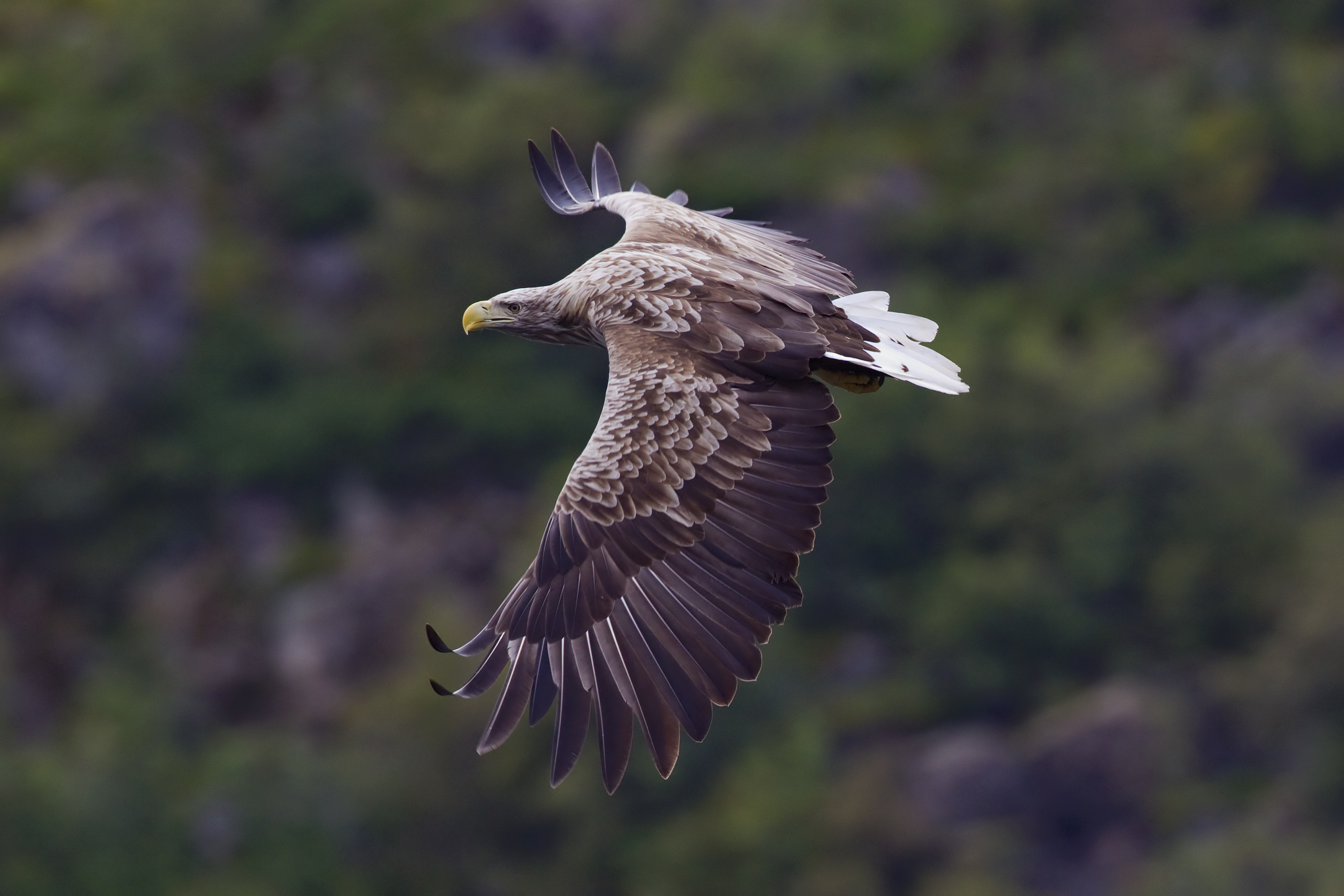
Orel mořský

- orel mořský (Haliaeetus albicilla)
- orlovec říční (Pandion haliaetus)
- strnad luční (Miliaria calandra)
- tetřev hlušec (Tetrao urogallus)

#### Silně ohrožené

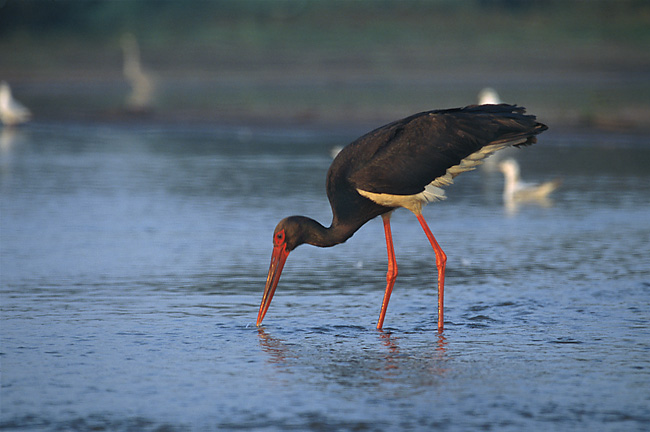
Čáp černý

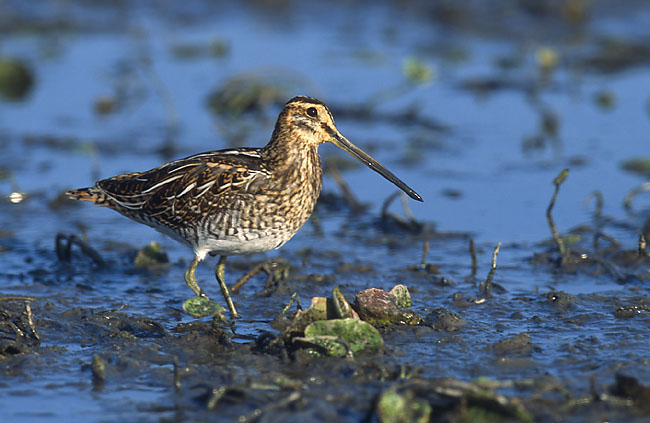
Bekasina otavní

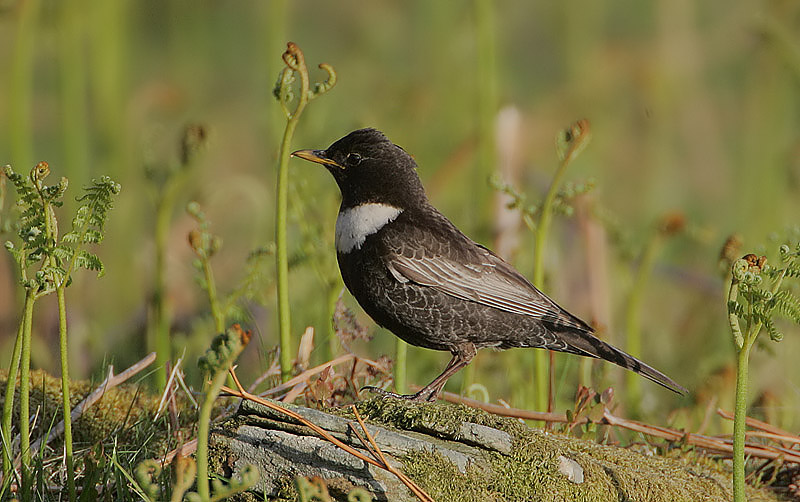
Kos horský

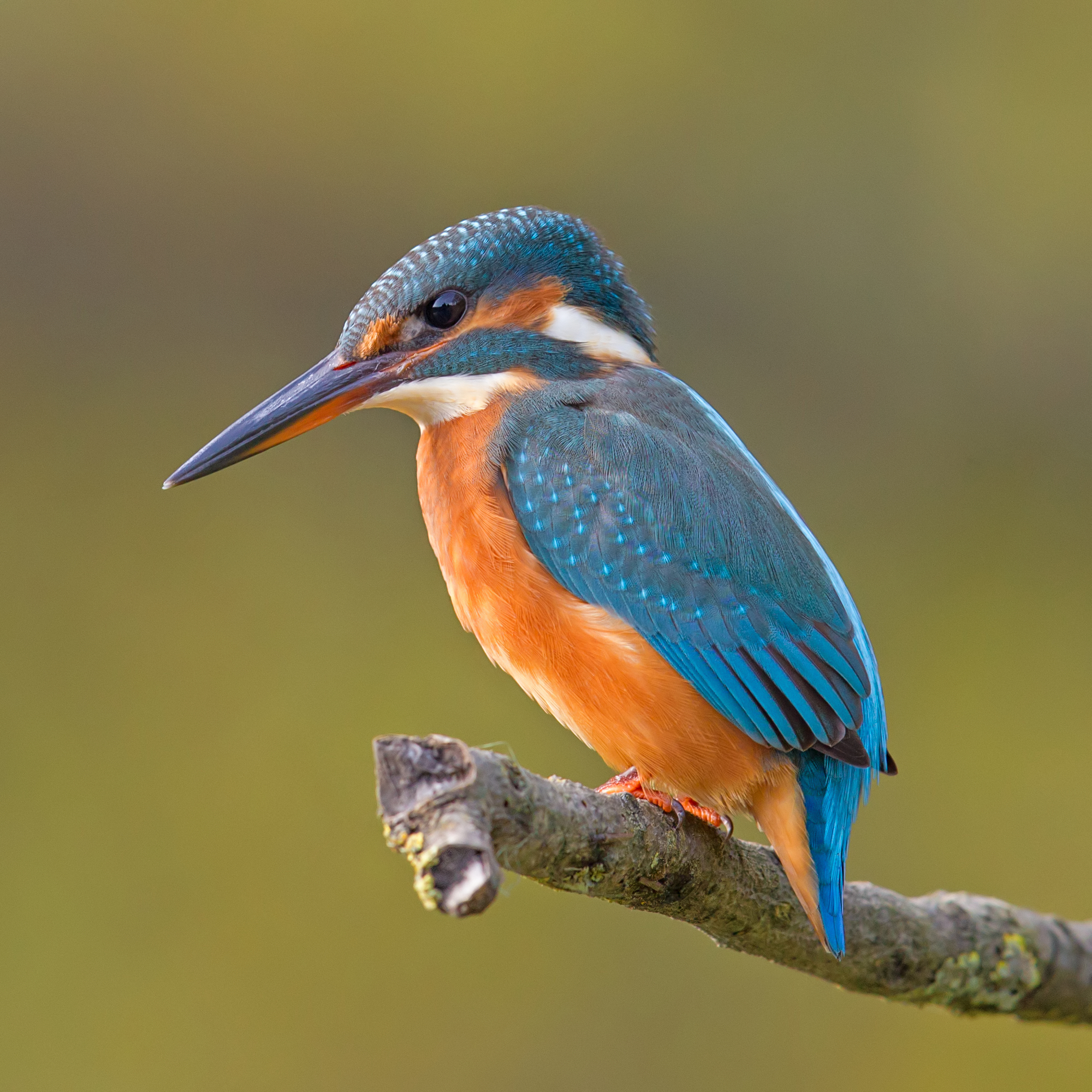
Lednáček říční

- bekasina otavní (Gallinago gallinago)
- bramborníček hnědý (Saxicola rubetra)
- čáp černý (Ciconia nigra)
- datlík tříprstý (Picoides tridactylus)[2][3][4]
- drozd cvrčala (Turdus iliacus)
- dudek chocholatý (Upupa epops)
- hohol severní (Bucephala clangula)
- holub doupňák (Columba oenas)
- chřástal kropenatý (Porzana porzana)
- chřástal polní (Crex crex)
- chřástal vodní (Rallus aquaticus)
- kalous pustovka (Asio flammea)
- konipas luční (Motacilla flava)
- kos horský (Turdus torquatus)
- krahujec obecný (Accipiter nisus)
- krutihlav obecný (Jynx torquilla)
- křepelka polní (Coturnix coturnix)
- kulíšek nejmenší (Glaucidium passerinum)
- ledňáček říční (Alcedo atthis)
- lejsek malý (Ficedula parva)
- lelek lesní (Caprimulgus europaeus)
- moták pilich (Circus cyaneus)
- pěnice vlašská (Sylvia nisoria)
- pisík obecný (Actitis hypoleucos)
- rákosník velký (Acrocephalus arundinaceus)
- skřivan lesní (Lullula arborea)
- slavík modráček (Luscinia svecica cyanecula)
- sýc rousný (Aegolius funereus)
- sýček obecný (Athene noctua)
- včelojed lesní (Pernis apivorus)
- vodouš kropenatý (Tringa ochropus)
- volavka bílá (Egretta alba)
- žluva hajní (Oriolus oriolus)

#### Ohrožené

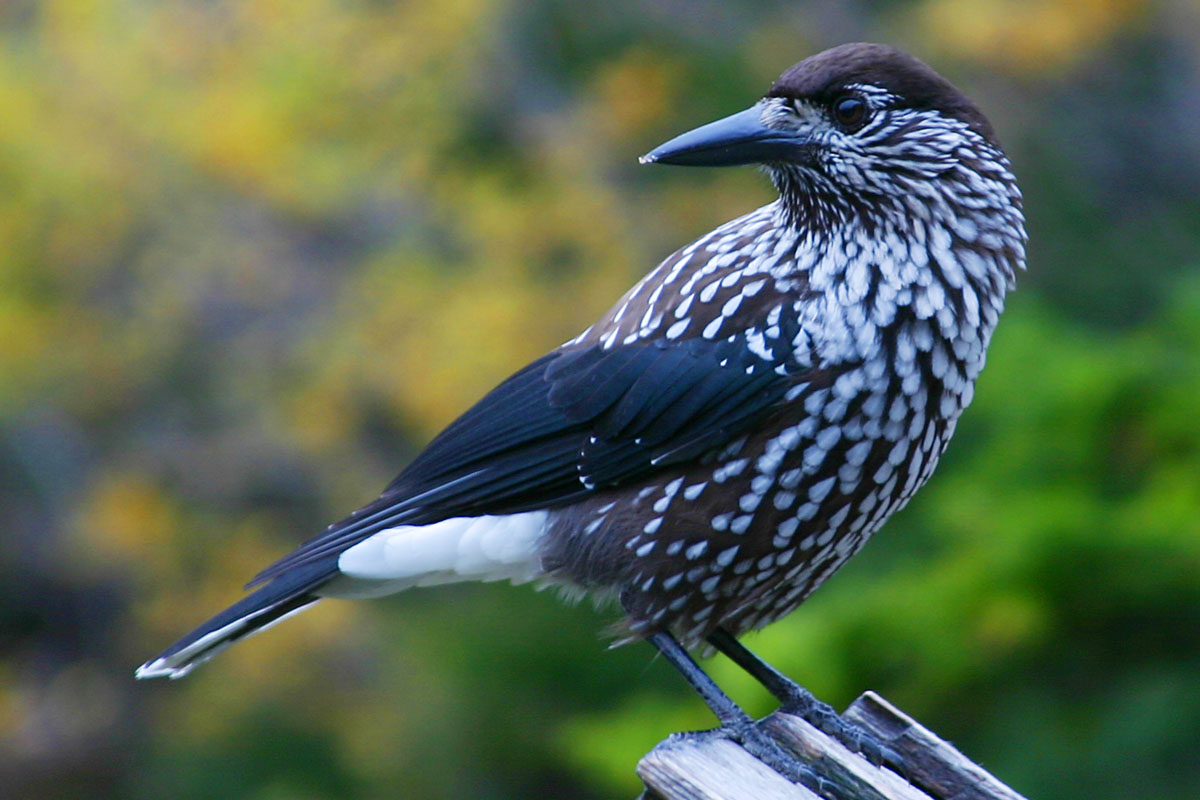
Ořešník kropenatý

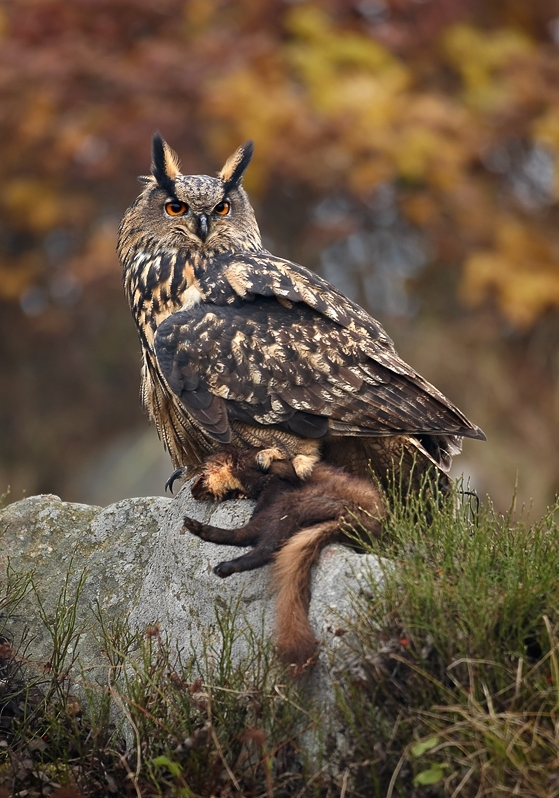
Výr velký

- bramborníček černohlavý (Saxicola torquata)
- čírka obecná (Anas crecca)
- hýl rudý (Carpodacus erythrinus)
- jestřáb lesní (Accipiter gentilis)
- koroptev polní (Perdix perdix)
- krkavec velký (Corvus corax)
- lejsek šedý (Muscicapa striata)
- moták pochop (Circus aeruginosus)
- moudivláček lužní (Remiz pendulinus)
- ořešník kropenatý (Nucifraga caryocatactes)
- potápka černokrká (Podiceps nigricollis)
- potápka roháč (Podiceps cristatus)
- sluka lesní (Scolopax rusticola)
- ťuhýk obecný (Lanius collurio)
- ťuhýk šedý (Lanius excubitor)
- vlaštovka obecná (Hirundo rustica)
- výr velký (Bubo bubo)

### Savci

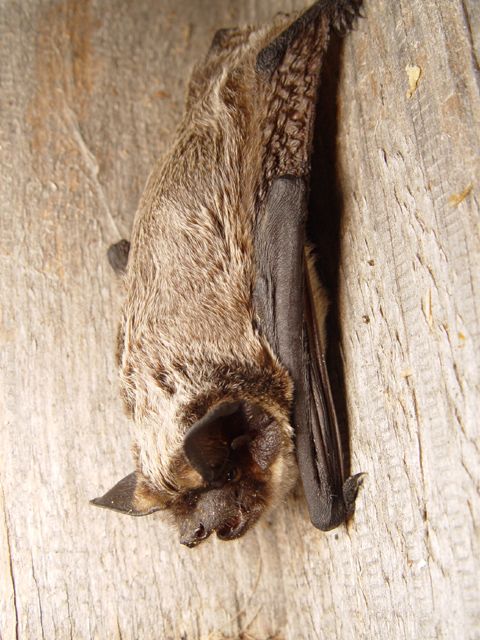
Netopýr pestrý

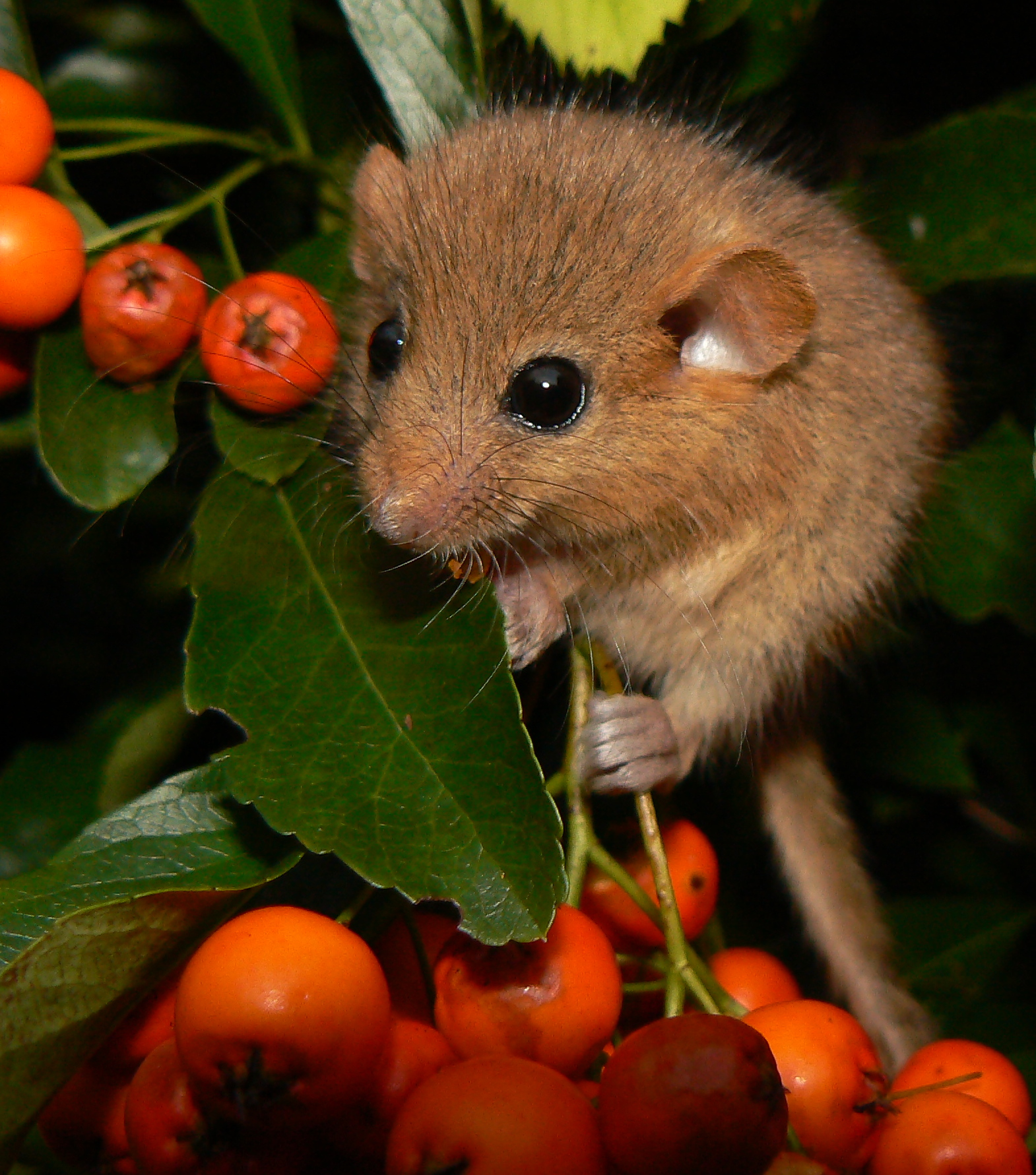
Plšík lískový

#### Kriticky ohrožené
- netopýr černý (Barbastella barbastellus)
- netopýr velký (Myotis myotis)
- plch zahradní (Eliomys quercinus)

#### Silně ohrožené
- bobr evropský (Castor fiber)
- los evropský (Alces alces)
- netopýr pestrý (Vespertilio murinus)
- netopýr rezavý (Nyctalus noctula)
- netopýr řasnatý (Myotis nattereri)
- netopýr severní (Eptesicus nilssonii)
- netopýr ušatý (Plecotus auritus)
- netopýr večerní (Eptesicus serotinus)
- netopýr velkouchý (Myotis bechsteinii)
- netopýr velký (Myotis brandtii)
- netopýr vodní (Myotis daubentonii)
- netopýr vousatý (Myotis mystacinus)
- plšík lískový (Muscardinus avellanarius)
- rys ostrovid (Lynx lynx)
- vydra říční (Lutra lutra)

#### Ohrožené
- veverka obecná (Sciurus vulgaris)

## Cévnaté rostliny

### Chráněné druhy
Seznam chráněných druhů cévnatých rostlin dle vyhlášky č. 395/1992 Sb.

#### Kriticky ohrožené
- plavuník cypřiškovitý (Diphasiastrum tristachyum)
- pobřežnice jednokvětá (Littorella uniflora)
- vratička heřmánkolistá (Botrychium matricariifolium)

#### Silně ohrožené

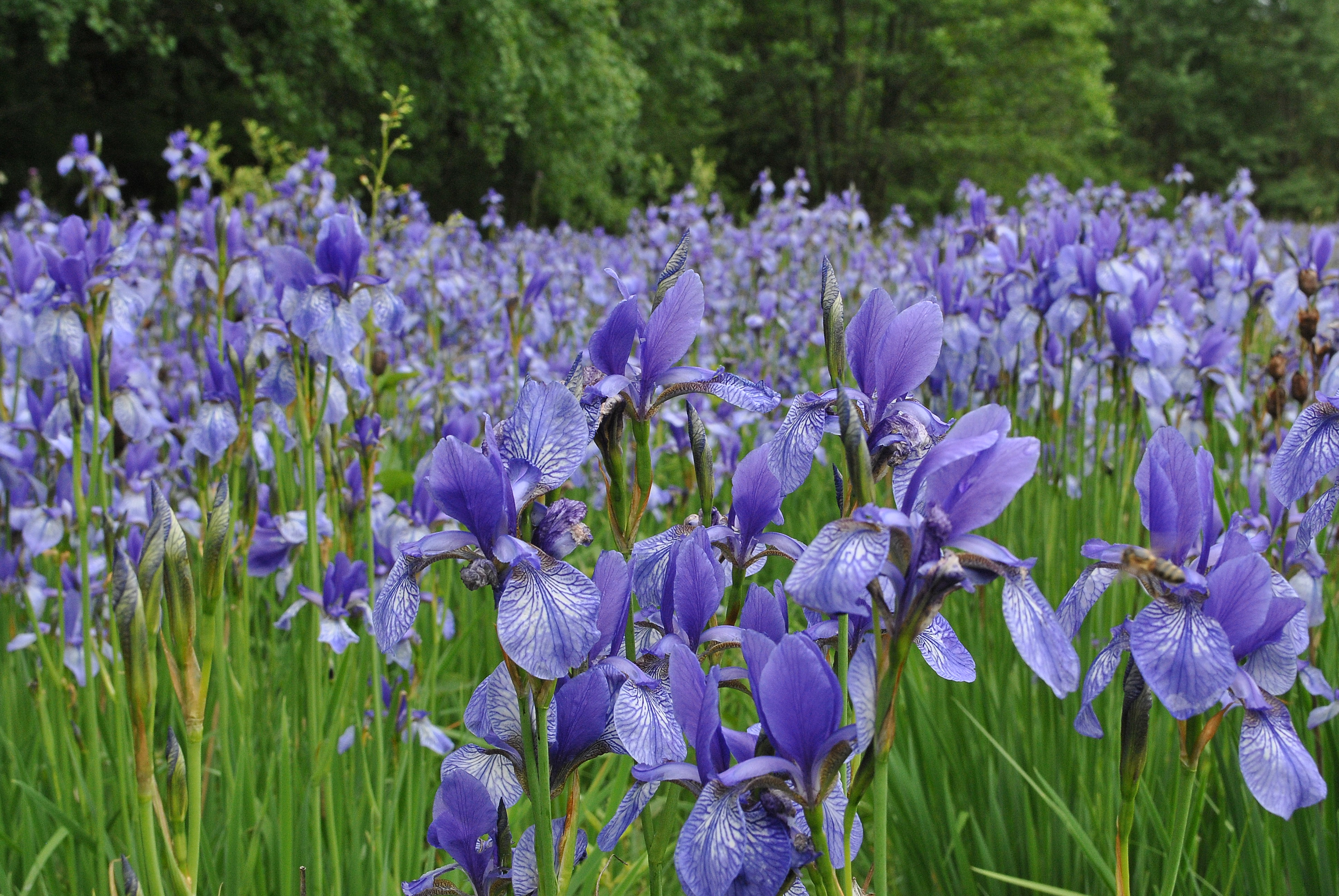
Kosatec sibiřský

- hadilka obecná (Ophioglossum vulgatum)
- hořec hořepník (Gentiana pneumonanthe)
- kosatec sibiřský (Iris sibirica)
- plavuník alpínský (Diphasiastrum alpinum)
- plavuňka zaplavovaná (Lycopodiella inundata)
- rosnatka okrouhlolistá (Drosera rotundifolia)
- všivec bahenní (Pedicularis palustris)
- všivec lesní (Pedicularis sylvatica)
- zvonečník hlavatý (Phyteuma orbiculare)

#### Ohrožené

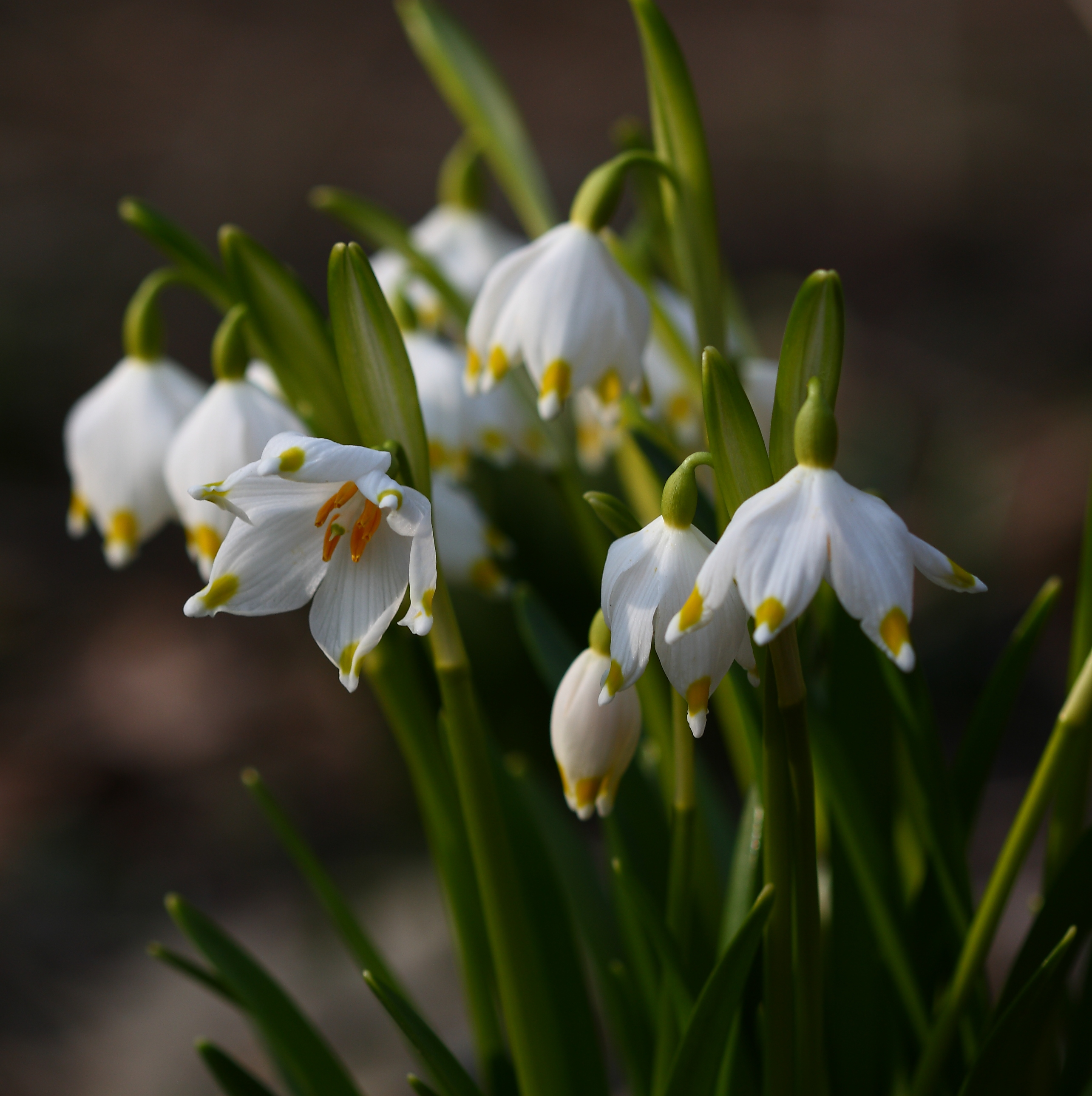
Bledule jarní

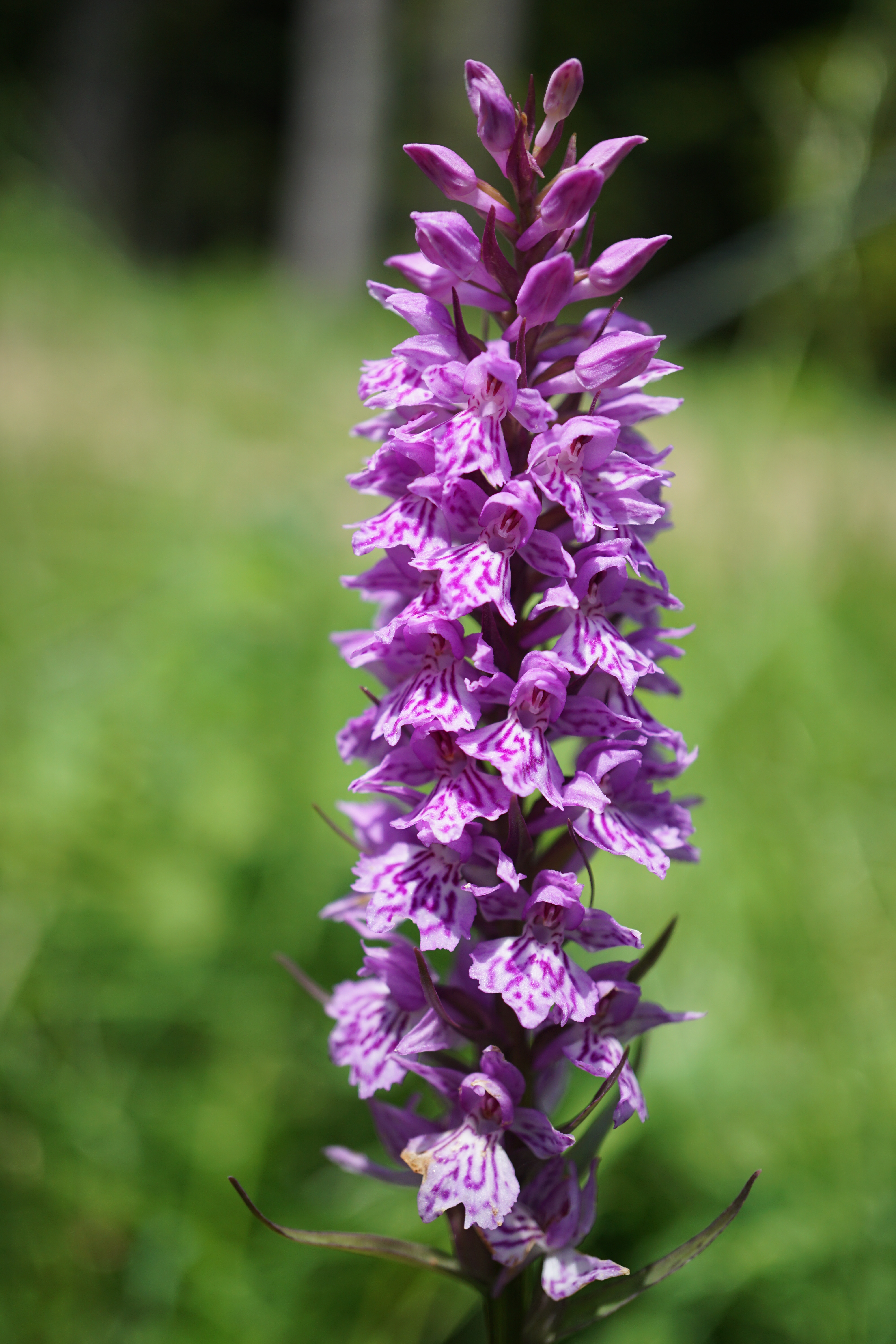
Prstnatec Fuchsův

- bělozářka liliovitá (Anthericum liliago)
- bledule jarní (Leucojum vernum)
- dřípatka horská (Soldanella montana)
- klikva bahenní (Oxycoccus palustris)
- lilie zlatohlavá (Lilium martagon)
- mochna durynská (Potentilla thuringiaca)
- okrotice bílá (Cephalanthera damasonium)
- oměj vlčí mor ( Aconitum lycoctonum subsp. lycoctonum)
- ostřice blešní (Carex pulicaris)
- ostřice Davallova (Carex davalliana)
- plavuň pučivá (Lycopodium annotinum)
- prha chlumní (Arnica montana)
- prstnatec Fuchsův (Dactylorhiza fuchsii)
- prstnatec májový (Dactylorhiza majalis)
- sněženka podsněžník (Galanthus nivalis)
- tolije bahenní (Parnassia palustris)
- upolín evropský (Trollius altissimus)
- vachta trojlistá (Menyanthes trifoliata)
- vemeník dvoulistý (Platanthera bifolia)
- vemeník zelenavý (Platanthera chlorantha)
- vranec jedlový (Huperzia selago)

### Druhy Červeného seznamu
Seznam druhů uvedených v Červeném seznamu cévnatých druhů ČR (Grulich 2012). Bez výše uvedených druhů.

#### C1 – kriticky ohrožené
- kakost rozkladitý (Geranium divaricatum)
- orobinec stříbrošedý (Typha shuttleworthii)

#### C2 – silně ohrožené

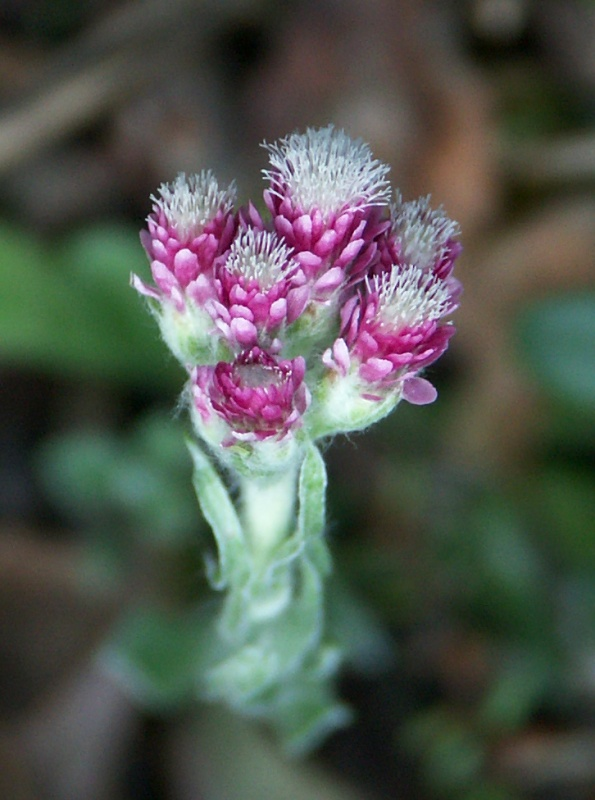
Kociánek dvoudomý

- bařička bahenní (Triglochin palustre)
- jestřábník myší ouško (Hieracium lactucella)
- jetel kaštanový (Trifolium spadiceum)
- kociánek dvoudomý (Antennaria dioica)
- ostřice dvoumužná (Carex diandra)
- ostřice vyvýšená (Carex elata)
- pomněnka různobarvá (Myosotis discolor)
- pryskyřník rolní (Ranunculus arvensis)
- rozrazil polní (Veronica agrestis)
- suchopýr širolistý (Eriophorum latifolium)
- světlík větvený (Euphrasia nemorosa)

#### C3 – ohrožené

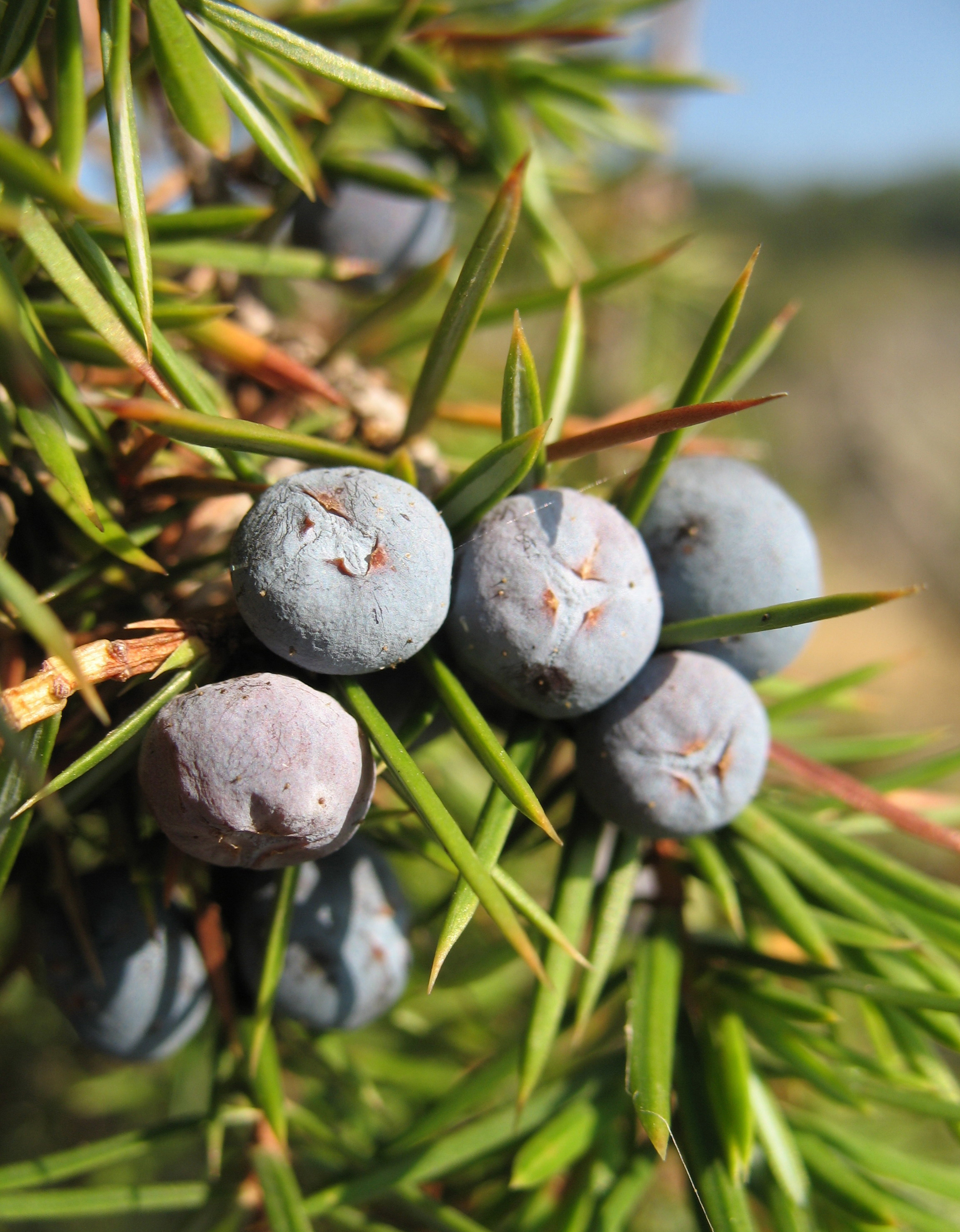
Jalovec obecný

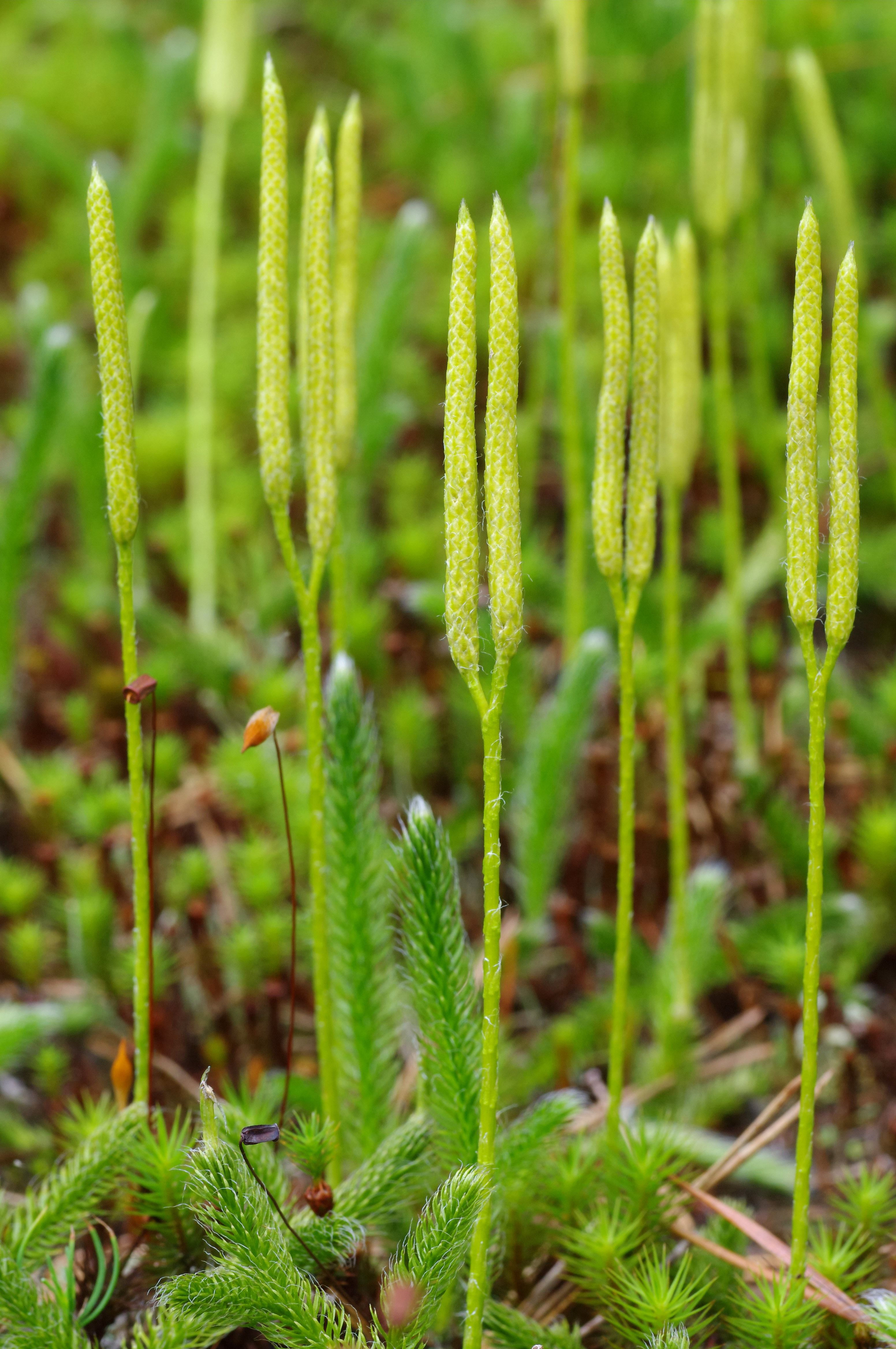
Plavuň vidlačka

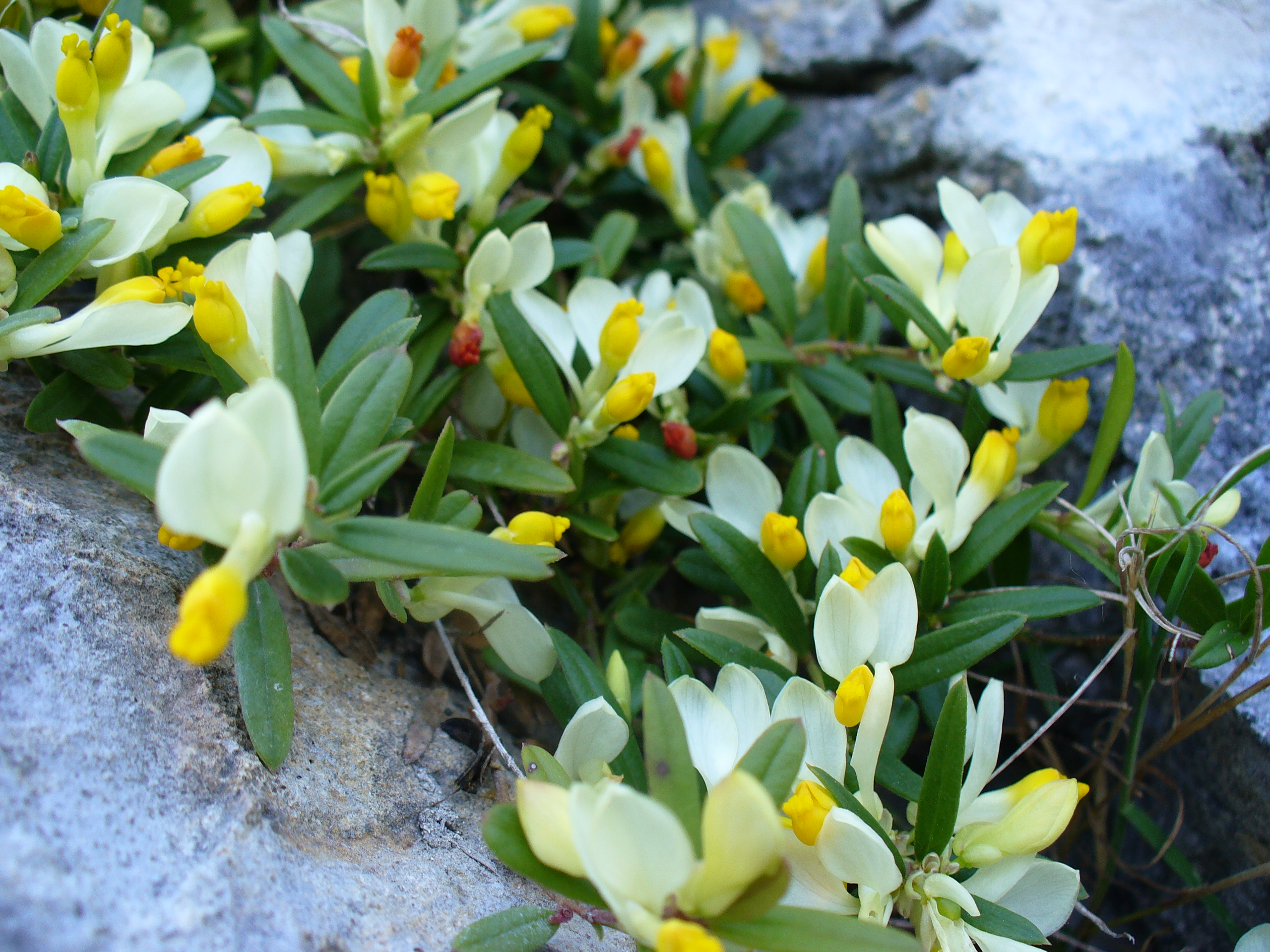
Zimostrázek alpský

- bahnička bradavkatá rakouská (Eleocharis mamillata subsp. austriaca)
- bělolist nejmenší (Filago minima)
- bělolist rolní (Filago arvensis)
- bezosetka štětinovitá (Isolepis setacea)
- hrachor horský (Lathyrus linifolius)
- hruštička menší (Pyrola minor)
- jalovec obecný (Juniperus communis)
- jehlice plazivá (Ononis repens)
- jeřáb muk (Sorbus aria agg.)
- jmelí bílé jedlové (Viscum album subsp. abietis)
- konopice úzkolistá (Galeopsis angustifolia)
- kyčelnice devítilistá (Dentaria enneaphyllos)
- lipnice oddálená (Poa remota)
- lněnka alpská (Thesium alpinum)
- mrvka myší ocásek (Vulpia myuros)
- nepatrnec rolní (Aphanes arvensis)
- ostružiník brdský (Rubus brdensis)
- ostružiník český (Rubus bohemiicola)
- ostružiník středočeský (Rubus centrobohemicus)
- ostružiník šedavý (Rubus canescens)
- ostřice odchylná (Carex appropinquata)
- ostřice přetrhovaná (Carex divulsa)
- ostřice stinná (Carex umbrosa)
- pastinák setý tmavý (Pastinaca sativa subsp. urens)
- plavuň vidlačka (Lycopodium clavatum)
- ptačinec dlouholistý (Stellaria longifolia)
- rdest ostrolistý (Potamogeton acutifolius)
- rdest vláskovitý (Potamogeton trichoides)
- rozrazil dlouholistý (Pseudolysimachion maritimum)
- růže galská (Rosa gallica)
- sítina alpská (Juncus alpinoarticulatus)
- sítina ostrokvětá (Juncus acutiflorus)
- skřípina kořenující (Scirpus radicans)
- svízel moravský (Galium valdepilosum)
- škarda měkká čertkusolistá (Crepis mollis subsp. hieracioides)
- tajnička rýžovitá (Leersia oryzoides)
- třezalka rozprostřená (Hypericum humifusum)
- vikev kašubská (Vicia cassubica)
- vítod ostrokřídlý (Polygala multicaulis)
- vrba rozmarýnolistá (Salix rosmarinifolia)
- vrbovka malokvětá (Epilobium parviflorum)
- vrbovka tmavá (Epilobium obscurum)
- zimostrázek alpský (Polygala chamaebuxus)
- žluťucha lesklá (Thalictrum lucidum)

## Mechorosty

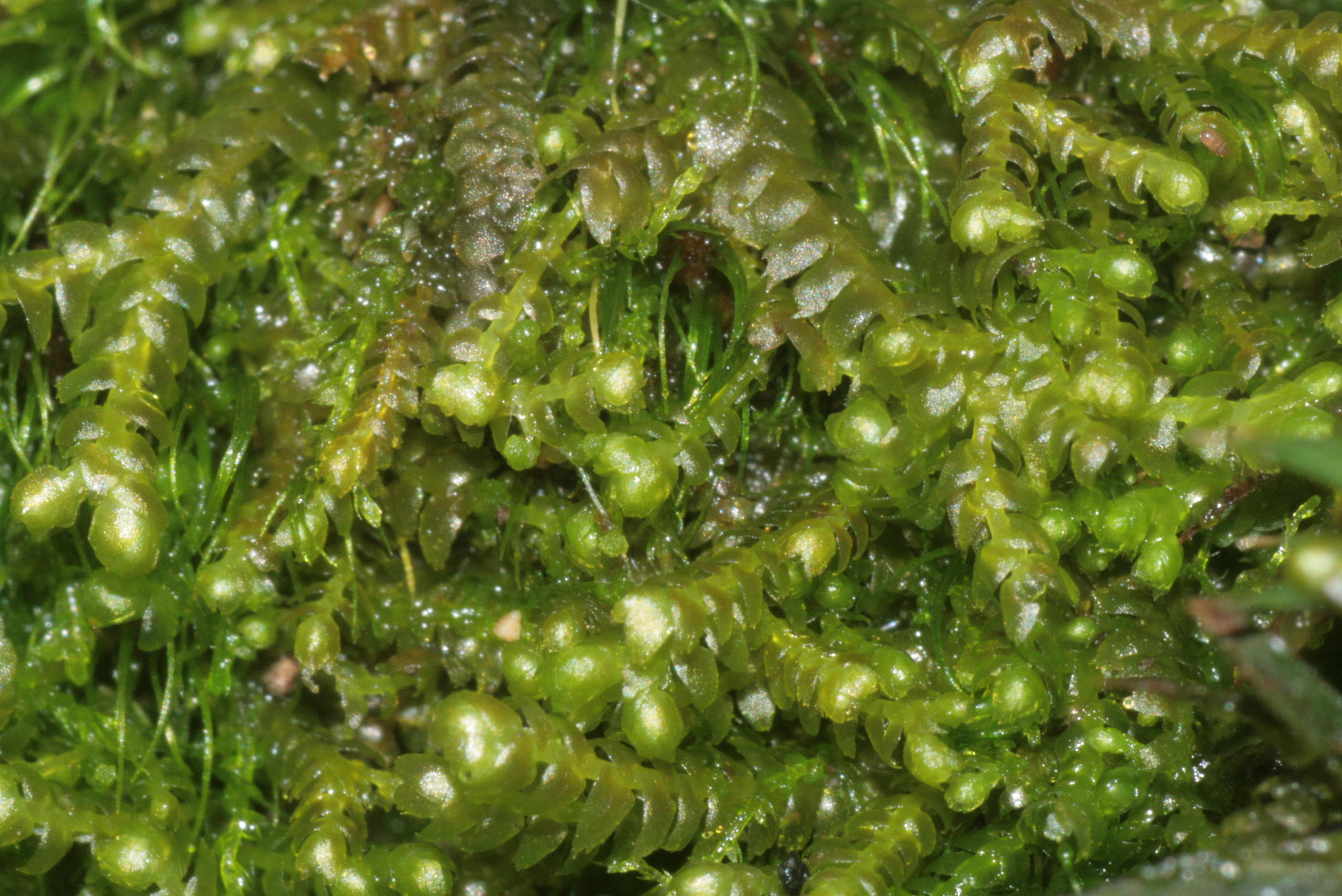
Rohozec obnažený

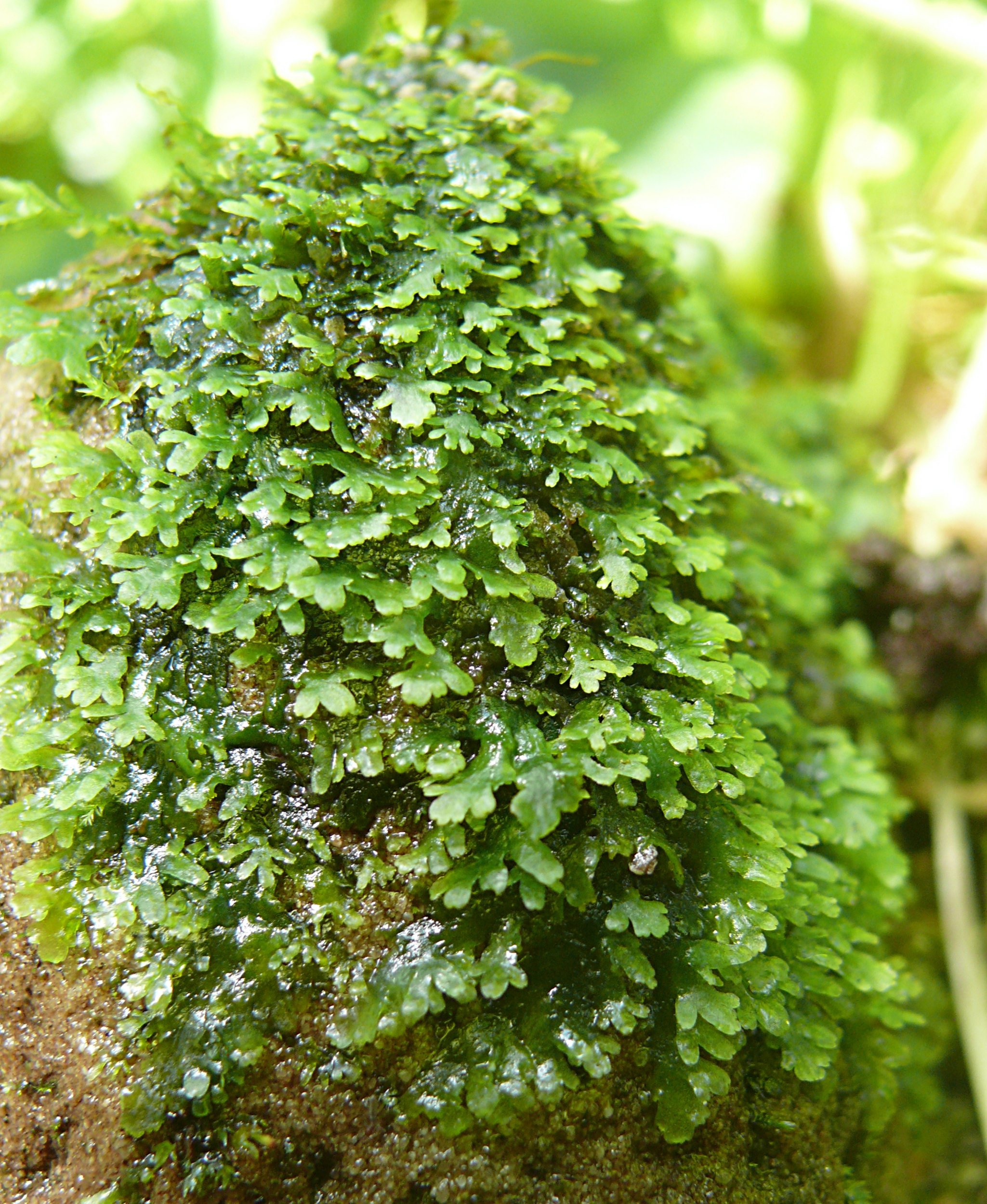
Štekovec vykrajovaný

### Ohrožené druhy
Pro nedostatek údajů o nálezech ze současnosti jsou zahrnuty i historické údaje.

#### CR – kriticky ohrožené
- pokryvnatec Schleicherův (Entodon schleicheri)

#### EN – ohrožené
- rohozec obnažený (Bazzania flaccida)
- štekovec vykrajovaný (Riccardia chamedryfolia)
- vřesovka vonná (Geocalyx graveolens)

#### VU – zranitelné
- drobnička zoubkatá (Cephaloziella spinigera)
- rašeliník střecholistý (Sphagnum affine)
- rohozec trojzubý (Bazzania tricrenata)
- srpnatka fermežová (Hamatocaulis vernicosus)
- trhutka dutinkatá (Riccia cavernosa)
- vidoňka podzimní (Jamesoniella autumnalis)

#### LR – blízké ohrožení
- rašeliník splývavý (Sphagnum inundatum)

## Houby

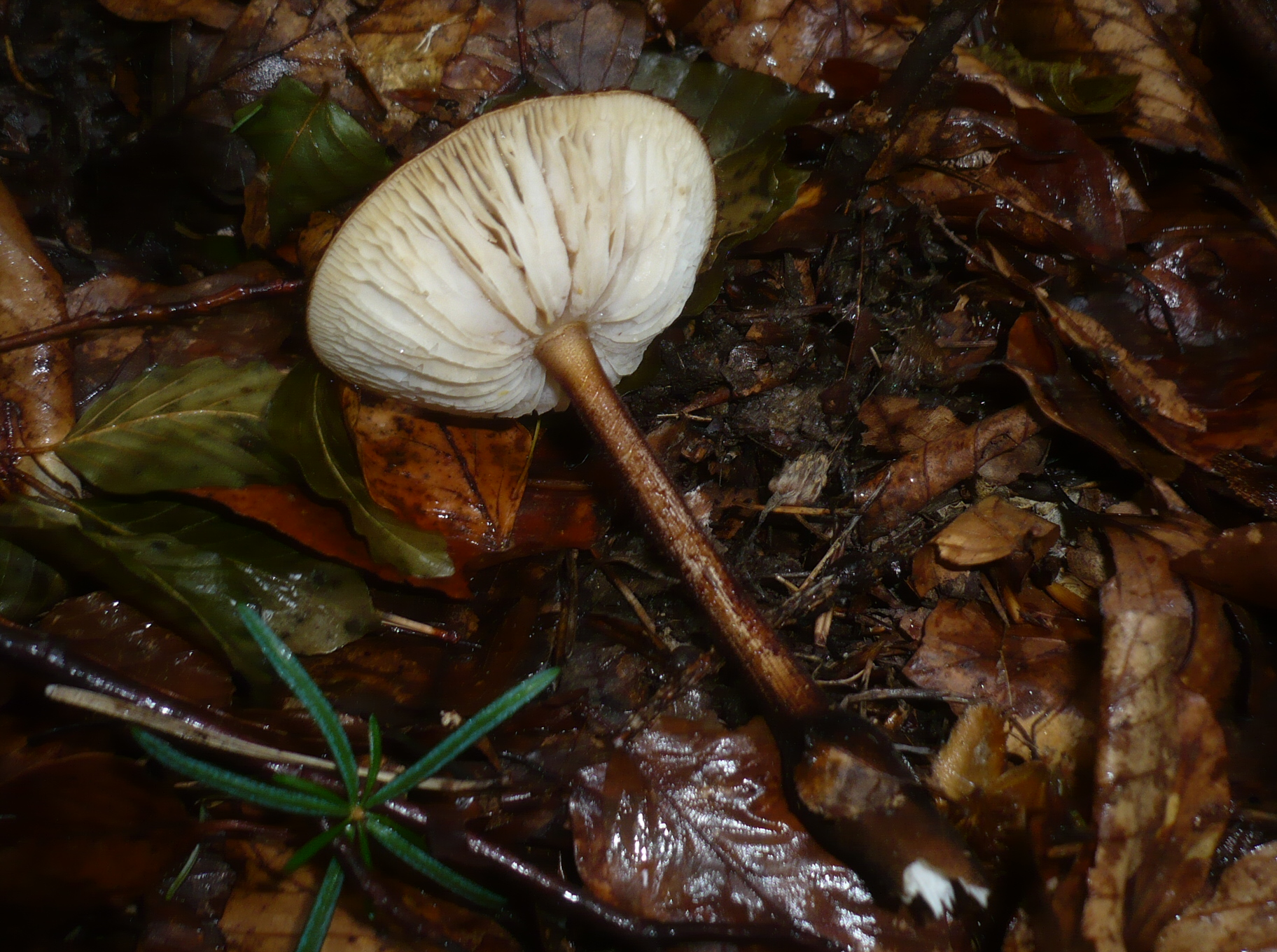
Slizečka chlupatá

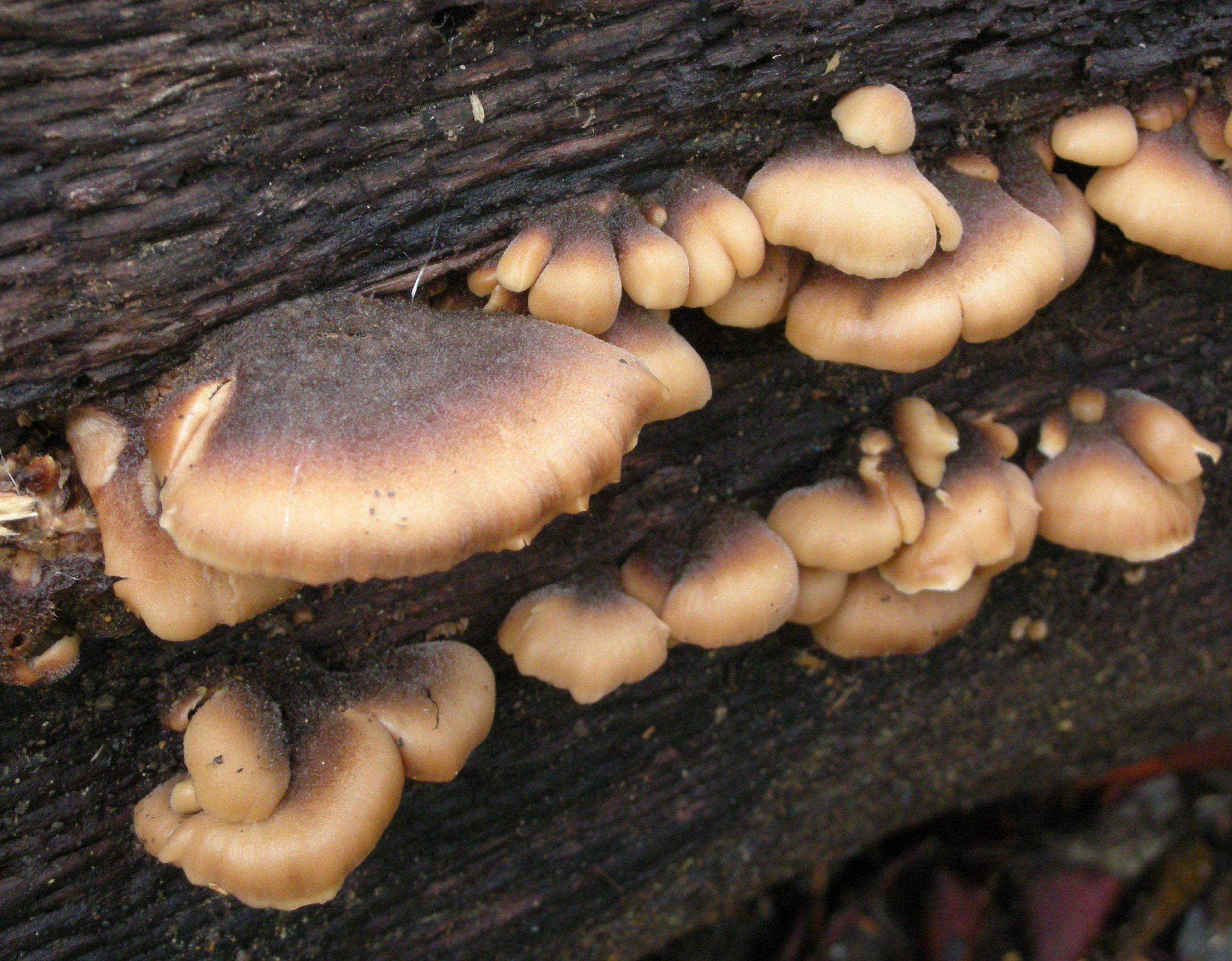
Houžovec medvědí

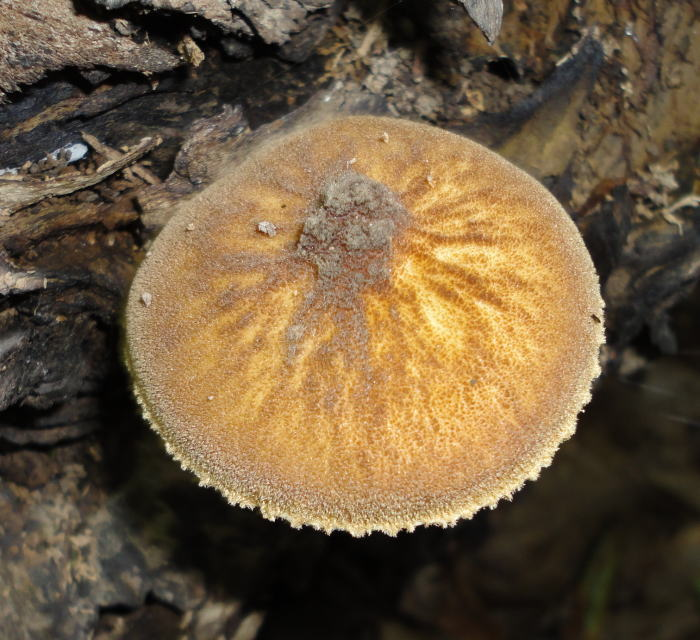
Štítovka stinná

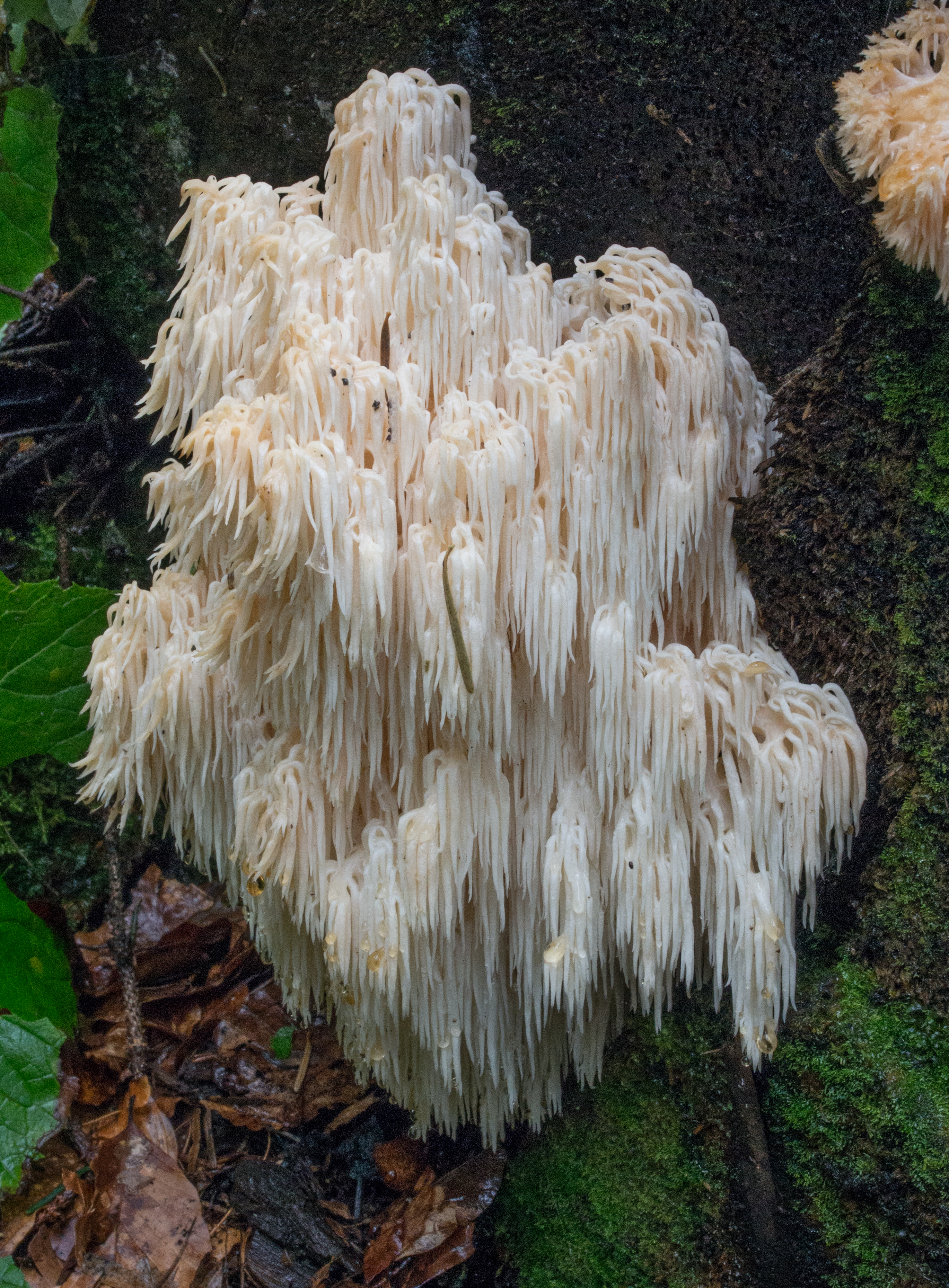
Korálovec jedlový

### Chráněné druhy
Seznam chráněných druhů hub dle vyhlášky č. 395/1992 Sb.

#### Kriticky ohrožené
- bolinka černohnědá (Camarops tubulina)
- slizečka chlupatá (Xerula melanotricha)

### Druhy Červeného seznamu
Seznam druhů dle Červenému seznamu hub (makromycetů) ČR bez výše uvedených druhů. Kategorie ohrožení odpovídají seznamu.

#### CR – kriticky ohrožené
- penízovka jarní (Gymnopus nivalis var. pallidus)

#### EN – ohrožené
- hlívička stopkatá (Hohenbuehelia auriscalpium)
- holubinka černobílá (Russula albonigra)
- houžovec medvědí (Lentinellus ursinus)
- kotrč Němcův (Sparassis nemecii)
- kržatka šikmá (Flammulaster limulatus)
- ryzec statný (Lactarius repraesentaneus)
- štítovka síťnatá (Pluteus phlebophorus)
- štítovka Thomsonova (Pluteus thomsonii)
- závojenka hnědofialová (Entoloma tjallingiorum)

#### VU – zranitelné
- běločechratka hořká (Leucopaxillus gentianeus)
- holubinka sluneční (Russula solaris)
- štítovka huňatá (Pluteus hispidulus)
- štítovka stinná (Pluteus umbrosus)

#### NT – téměř ohrožené
- hlíva hnízdovitá (Phyllotopsis nidulans)
- holubinka lepkavá (Russula viscida)
- korálovec bukový (Hericium coralloides)
- korálovec jedlový (Hericium flagellum)
- oranžovec vláknitý (Pycnoporellus fulgens)
- outkovečka naoranžovělá (Antrodiella fissiliformis)
- pýchavka klamná (Lycoperdon decipiens)

## Lišejníky

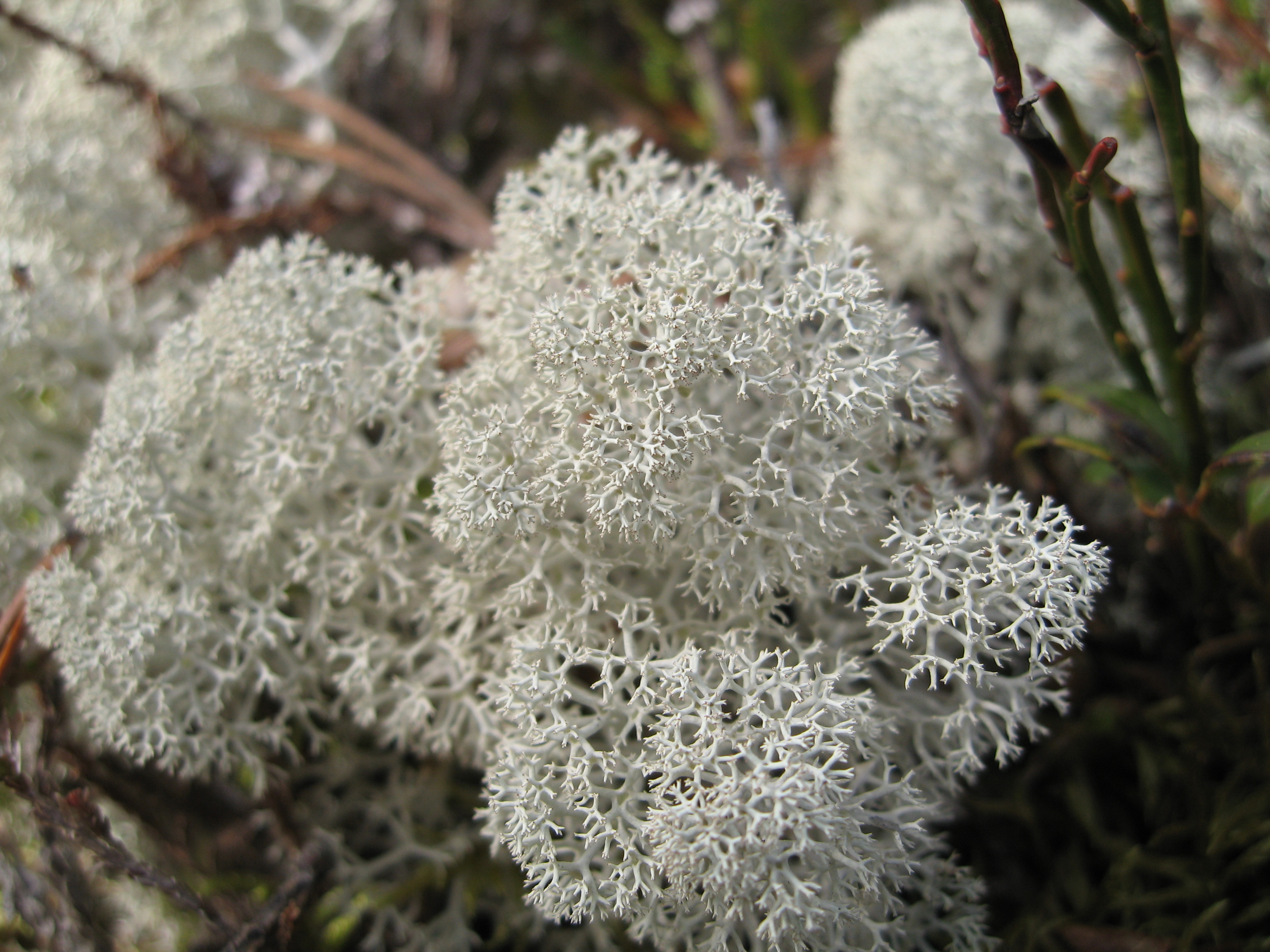
Dutohlávka horská

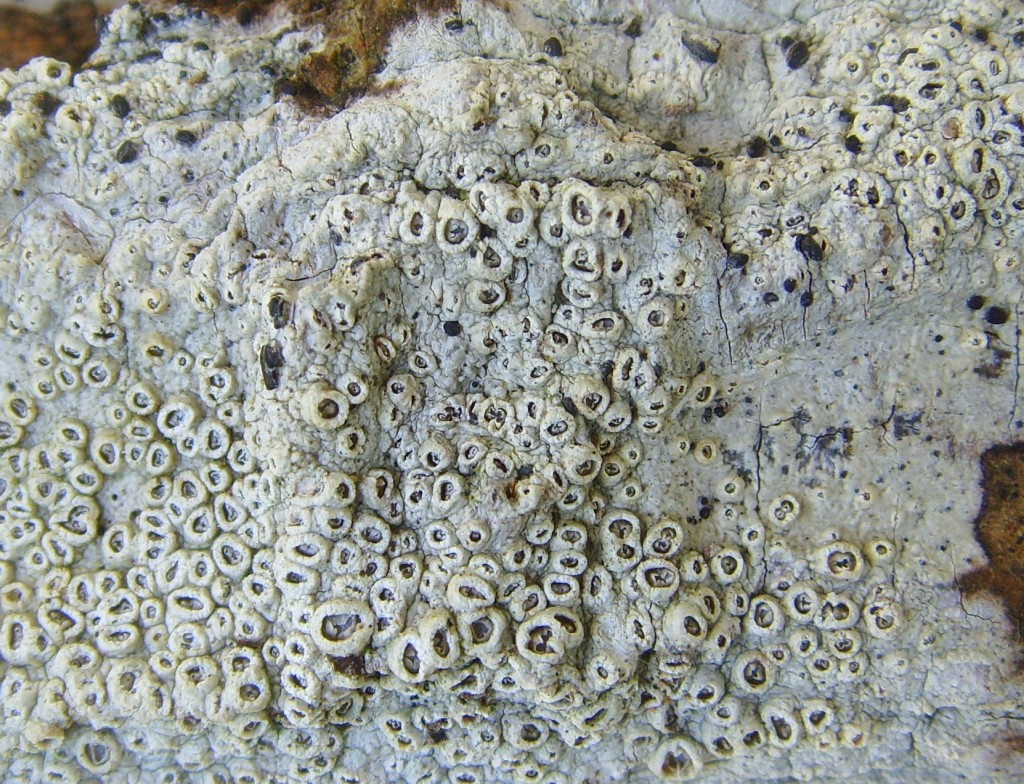
Cecatka chřástnatá

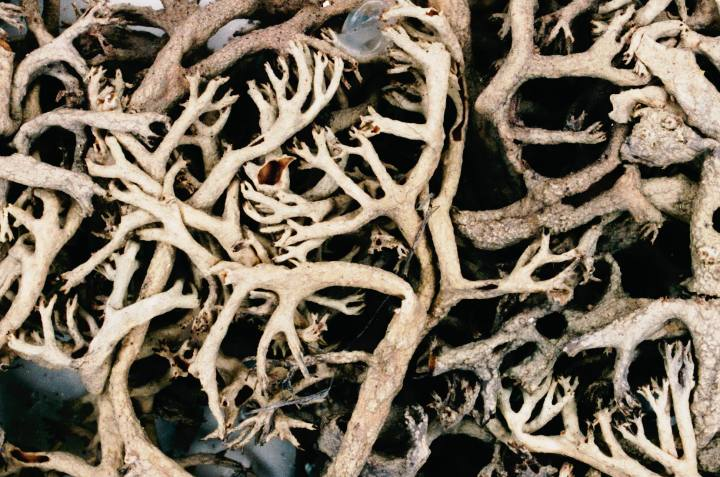
Dutohlávka ztmavlá

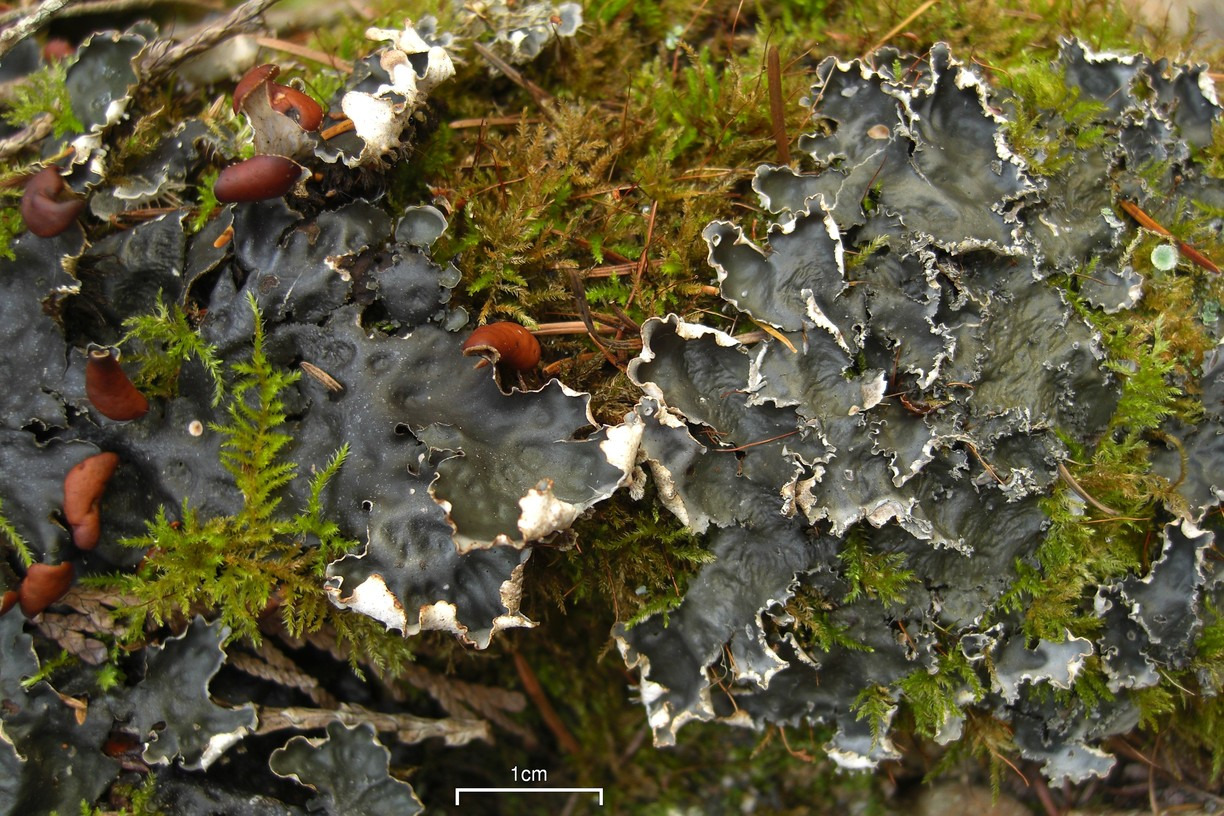
Hávnatka rovnovážná

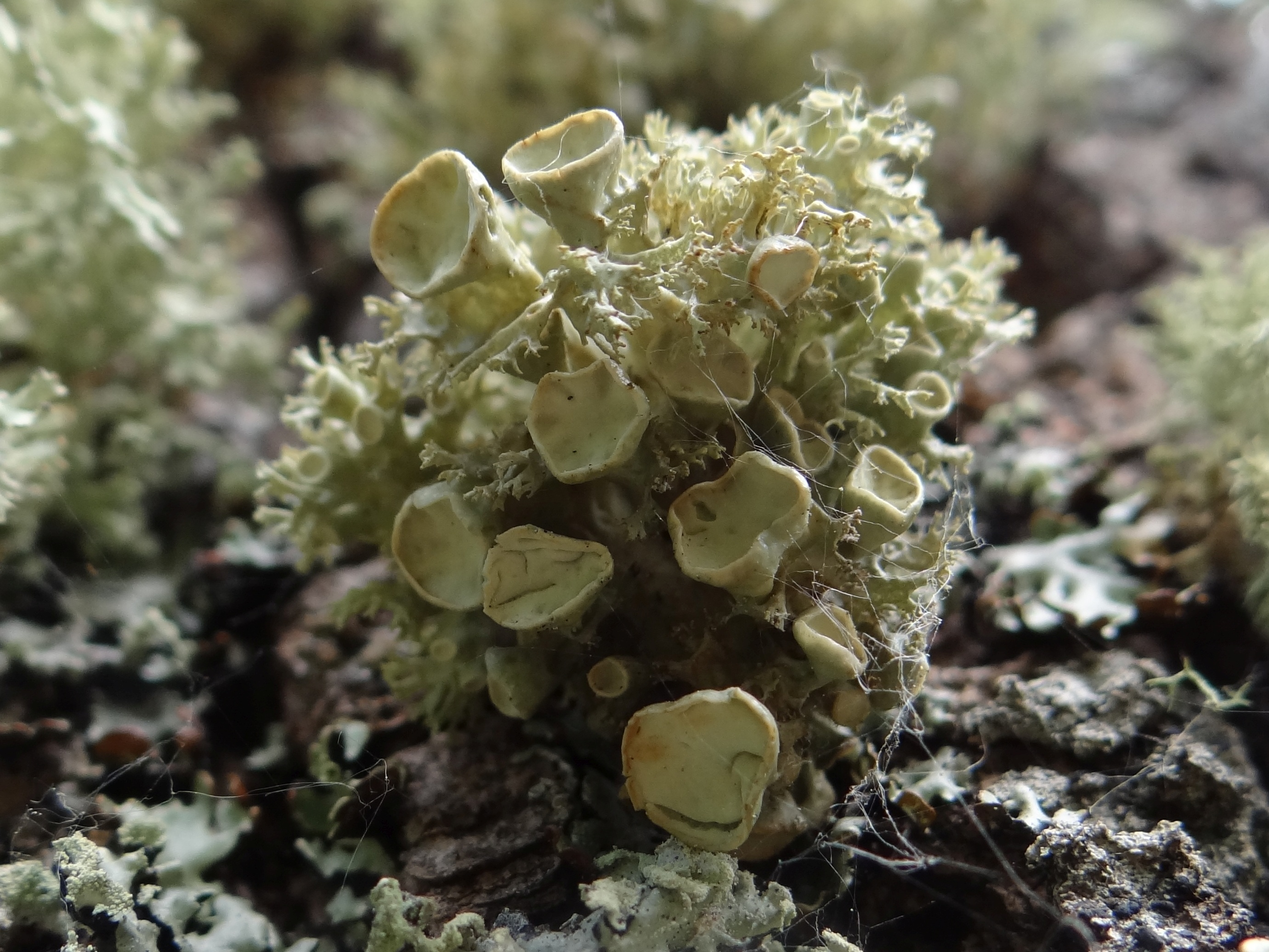
Rožďovka topolová

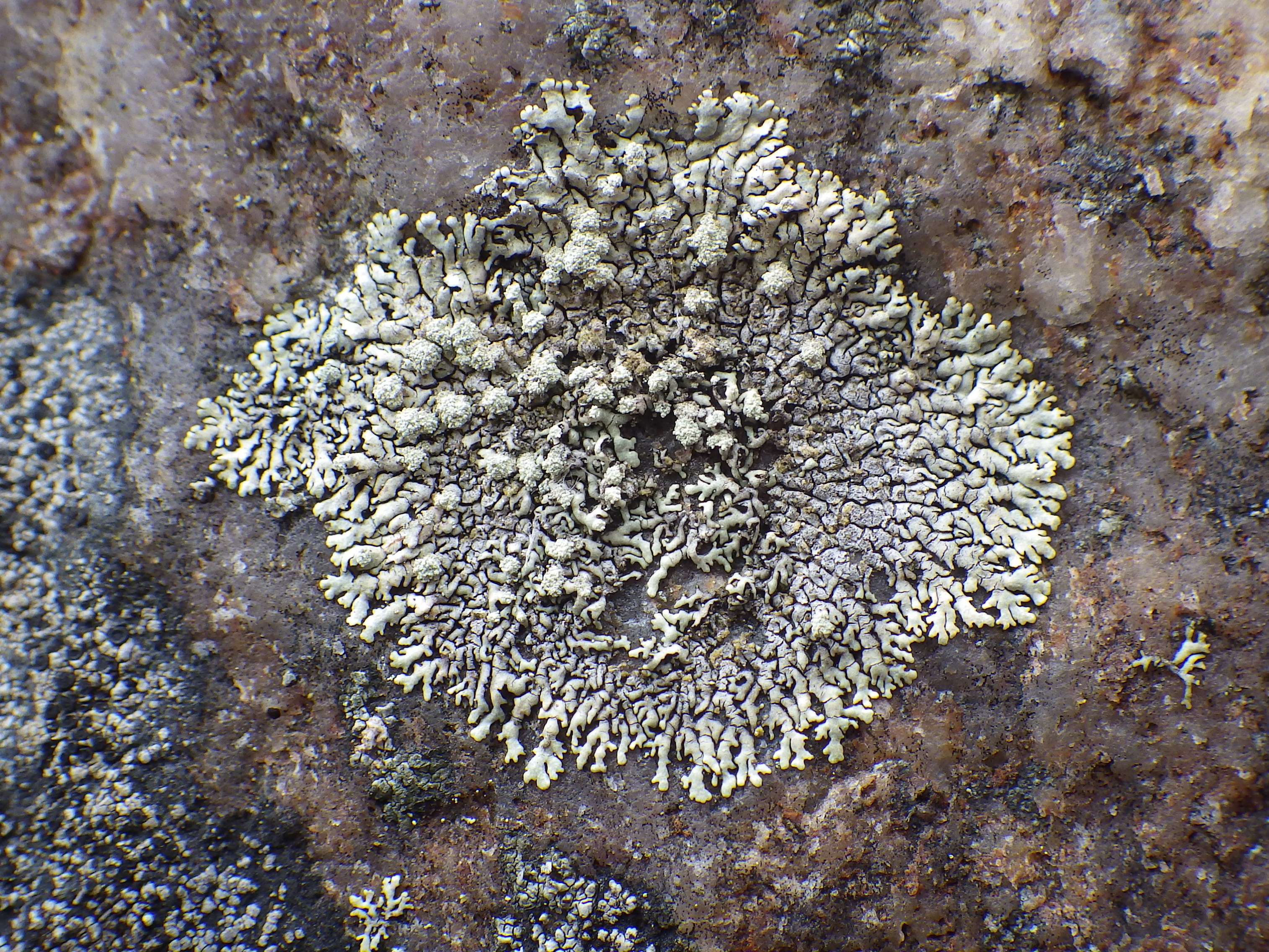
Terčovka drobná

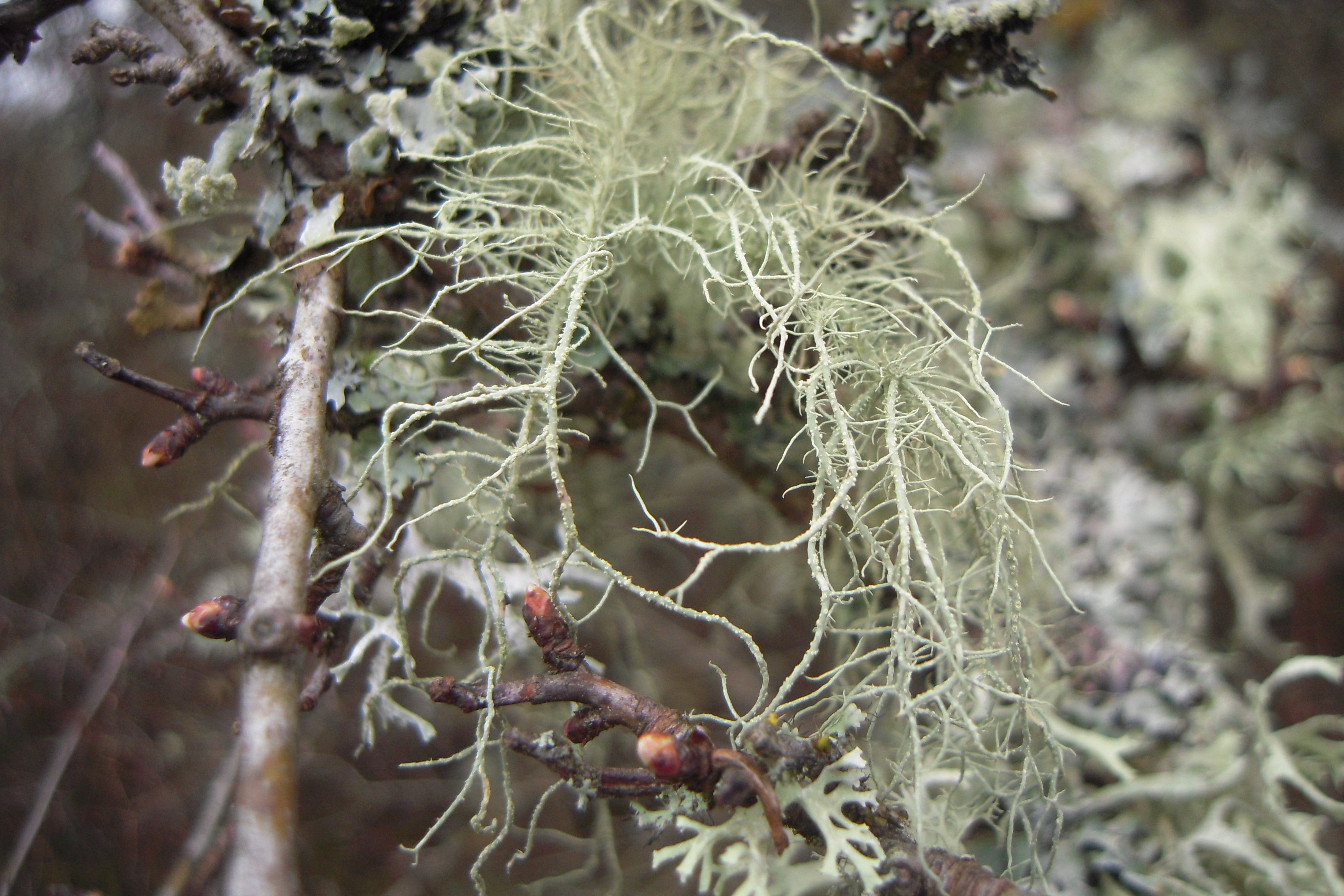
Provazovka Usnea subfloridana

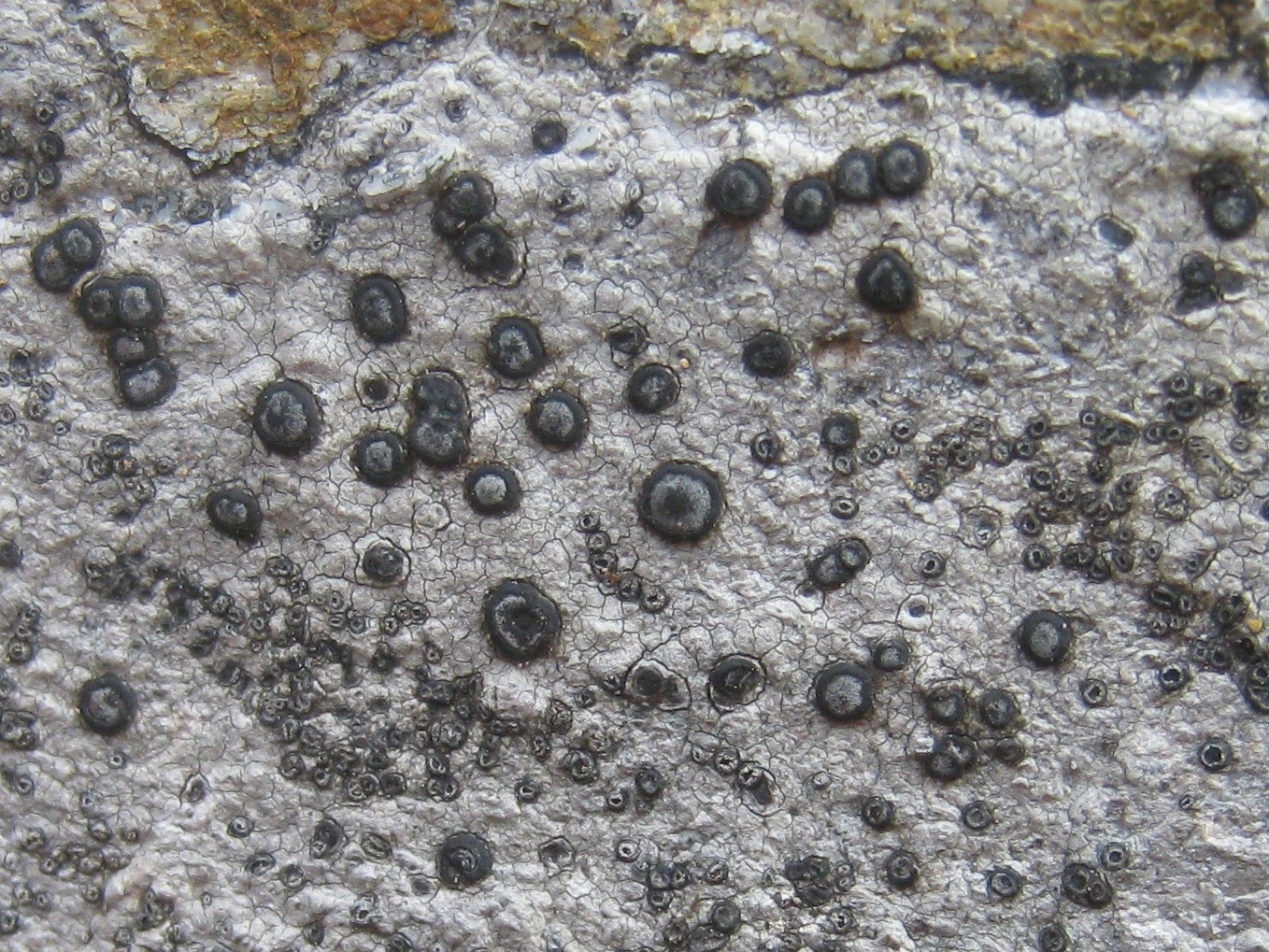
Šálečka Porpidia cinereoatra

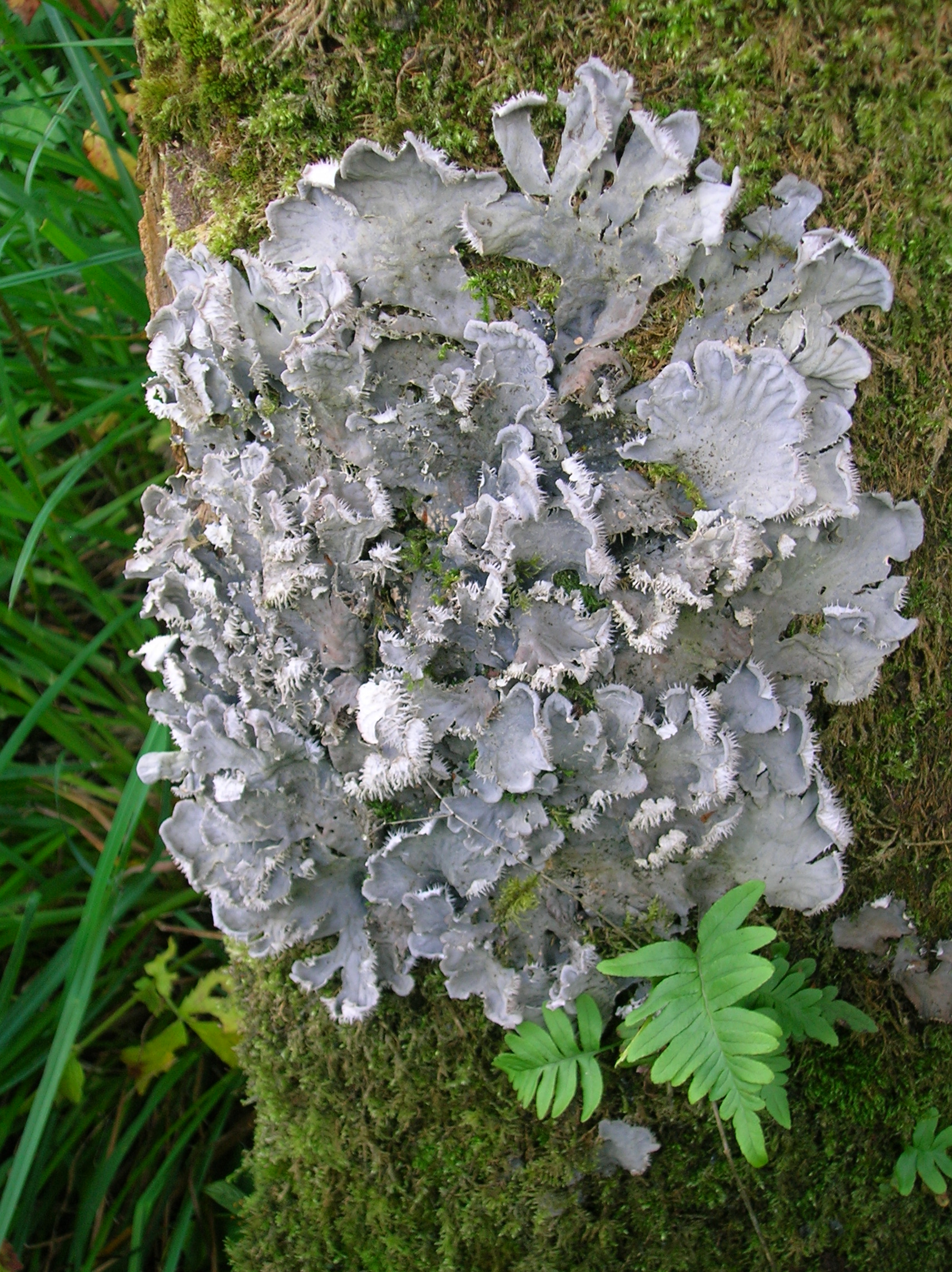
Hávnatka psí

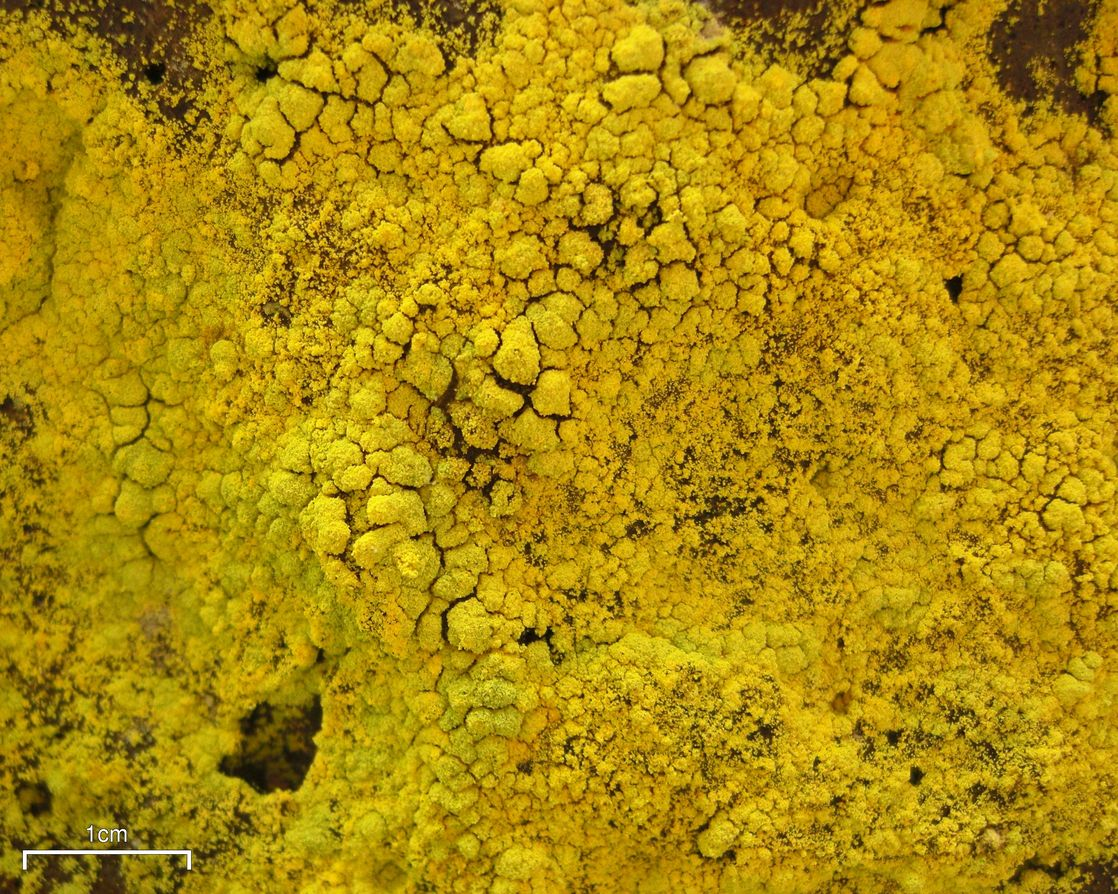
Prášenka ryzí

### Druhy Červenému seznamu
Seznam druhů dle Červenému seznamu lišejníků ČR bez výše uvedených druhů. Kategorie ohrožení odpovídají seznamu.

#### CR – kriticky ohrožené
- dutohlávka horská (Cladonia stellaris)
- hůlkovka okrouhlá (Bacidia circumspecta)
- kryptovka Flotowova (Gyalecta flotowii)
- misnička hnědá (Bacidia vermifera)
- Hertelidea botryosa
- Nephromopsis laureri

#### EN – ohrožené
- biatora bílá (Biatora veteranorum)
- cecatka chřástnatá (Thelotrema lepadinum)
- děratka polokulovitá (Pertusaria hemisphaerica)
- dutohlávka kadeřavá (Cladonia crispata)
- dutohlávka ztmavlá (Cladonia amaurocraea)
- hávnatka rovnovážná (Peltigera horizontalis)
- hůlkovka čočkovitá (Bacidina phacodes)
- hůlkovka růžová (Bacidia rosella)
- jadernička lesklá (Pyrenula nitida)
- kališenka roztroušená (Calicium adspersum)
- misnička bělavá (Lecanora albella)
- nenápadka pupenovitá (Acrocordia gemmata)
- poprášenka botkatá (Sclerophora peronella)
- pukléřka březová (Cetraria sepincola)
- rožďovka jasanová (Ramalina fraxinea)
- rožďovka topolová (Ramalina fastigiata)
- terčovitka černopurpurová (Catinaria atropurpurea)
- terčovka drobná (Xanthoparmelia mougeotii)
- terčovník nachový (Phaeophyscia endophoenicea)
- vousatec spletený (Bryoria implexa)
- děratka Pertusaria flavida
- provazovka Usnea subfloridana
- strupatka Ochrolechia alboflavescens
- šálečka Porpidia cinereoatra

#### VU – zranitelné
- artonie paprsčitá (Arthonia radiata)
- artonie prostřední (Arthonia mediella)
- artonie vínová (Arthonia vinosa)
- biatora odchylná ([Biatora globulosa)
- bradavnice mechová (Verrucaria bryoctona)
- čárnička psaná (Graphis scripta)
- děratka hladkokorá (Pertusaria leioplaca)
- děratka korunovitá (Pertusaria coronata)
- děratka kulovitá (Pertusaria coccodes)
- dřevopiska rovnoběžná (Xylographa parallela)
- dutohlávka brvitá (Cladonia ciliata var. tenuis)
- dutohlávka červenající (Cladonia norvegica)
- dutohlávka rohatá (Cladonia cornuta)
- dutohlávka velkolupenná (Cladonia macrophylla)
- hávnatka psí (Peltigera canina)
- hůlkovka červená (Bacidia rubella)
- hůlkovka nevzhledná (Bacidia subincompta)
- kališenka dřevní (Calicium trabinellum)
- kališenka okatá (Thelomma ocellatum)
- kališenka vrbová (Calicium salicinum)
- kališenka zelená (Calicium viride)
- kreskovec červenavý (Opegrapha rufescens)
- kreskovec stopečkatý (Opegrapha vermicellifera)
- misnička proměnlivá (Lecanora varia)
- misnička Swartzova (Lecanora swartzii)
- misnička zakroucená (Scoliciosporum curvatum)
- prachouleček dřevomilný (Chaenotheca xyloxena)
- prachouleček plavohlavý (Chaenotheca phaeocephala)
- prachouleček zkrácený (Chaenotheca brachypoda)
- prášenka ryzí (Chrysothrix candelaris)
- provazovka obecná (Usnea dasypoga)
- provazovka srstnatá (Usnea hirta)
- pupkovka severská (Umbilicaria hyperborea)
- rožďovka pomoučená (Ramalina farinacea)
- strupatka obojetná (Ochrolechia androgyna)
- strupatka stromová (Ochrolechia arborea)
- strupatka tečkovaná (Ochrolechia microstictoides)
- strupatka Turnerova (Ochrolechia turneri)
- šálečka Nylanderova (Lecidea nylanderi)
- terčovka hrbolkatá (Melanelixia subaurifera)
- terčovka moukovitá (Imshaugia aleurites)
- terčovka nádherná (Melanelia stygia)
- terčovka podhorská (Parmelia submontana)
- terčovka pohárkatá (Pleurosticta acetabulum)
- terčovka pomoučená (Hypogymnia farinacea)
- terčovka stříbřitá (Melanelixia subargentifera)
- terčovka suknovitá (Melanelia panniformis)
- terčovník hvězdovitý (Physcia stellaris)
- terčovník zrnitý (Physconia perisidiosa)
- vousatec hnědavý (Bryoria fuscescens)
- děratka Pertusaria pupillaris
- mapovník Rhizocarpon eupetraeum
- mapovník Rhizocarpon grande
- misnička Lecanora filamentosa
- šálečka Lecidea turgidula
- rod provazovka (Usnea sp.)
- Enterographa zonata